# Rue du Bac (via di Parigi)
Rue du Bac è una strada situata nel VII arrondissement di Parigi.

## Posizione
Lunga 1,15 km parte delle banchine Quai Voltaire e Quai Anatole-France della Senna e termina in rue de Sèvres attraversando Place René-Char.
Rue du Bac è anche il nome di una stazione della metropolitana di Parigi situata all'incrocio tra boulevard Raspail (sulla linea 12) e rue du Bac.

## Origine del nome
La via deve il suo nome al "traghetto" istituito intorno al 1550 sull'attuale Quai Voltaire, per trasportare i blocchi di pietra destinati alla costruzione del Palazzo delle Tuileries; attraversa la Senna nel luogo dell'attuale Pont Royal.

## Storia
La strada fu inizialmente chiamata "grand chemin du Bac", poi "ruelle du Bac" e quindi "grand rue du Bac".
Fu costruita ai tempi di Luigi XIV di Francia sul sito del pont Rouge, costruito in legno, a partire dal 1632 dal finanziere Le Barbier, su decisione di Luigi XIII, dopo aver assistito ad un incidente al traghetto.
La strada è citata come "rue du Bacq" in un manoscritto del 1636.
L'11 marzo 1918, durante la prima guerra mondiale, una bomba esplose all'incrocio di rue du Bac - boulevard Saint-Germain - boulevard Raspail, sul rifugio centrale vicino alla statua di Chappe durante un raid effettuato da bombardieri tedeschi. Il 26 giugno 1918 un altro bombardamento aereo colpì l'edificio al numero 83.
Il 29 maggio 1918, durante la prima guerra mondiale, un proiettile lanciato dal Big Bertha esplose sull'edificio al n. 97 rue du Bac.
Nel maggio 2016 lo spazio pedonale all'incrocio di rue du Bac con rue de Montalembert venne ufficialmente chiamato "place Gabriel-García-Márquez".

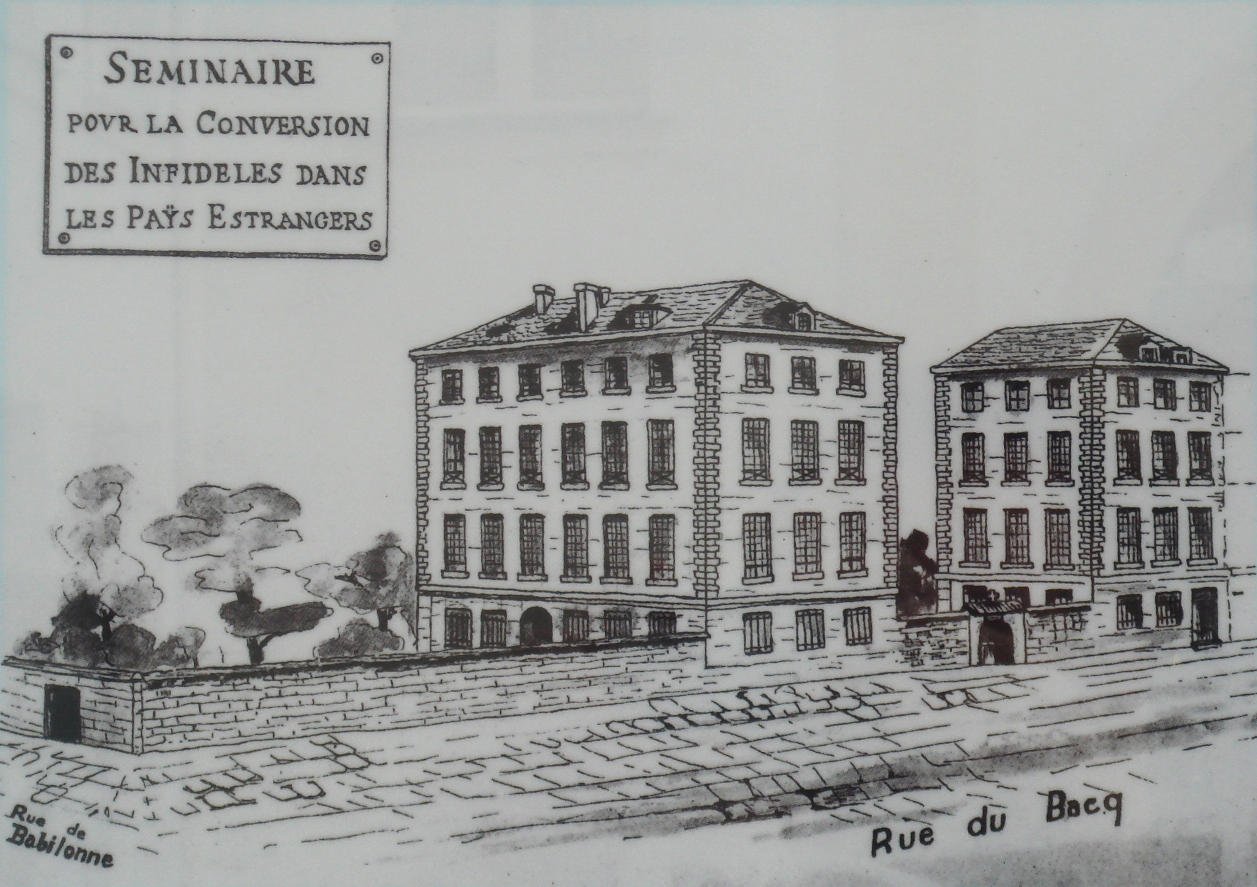
Missioni estere nel 1663.
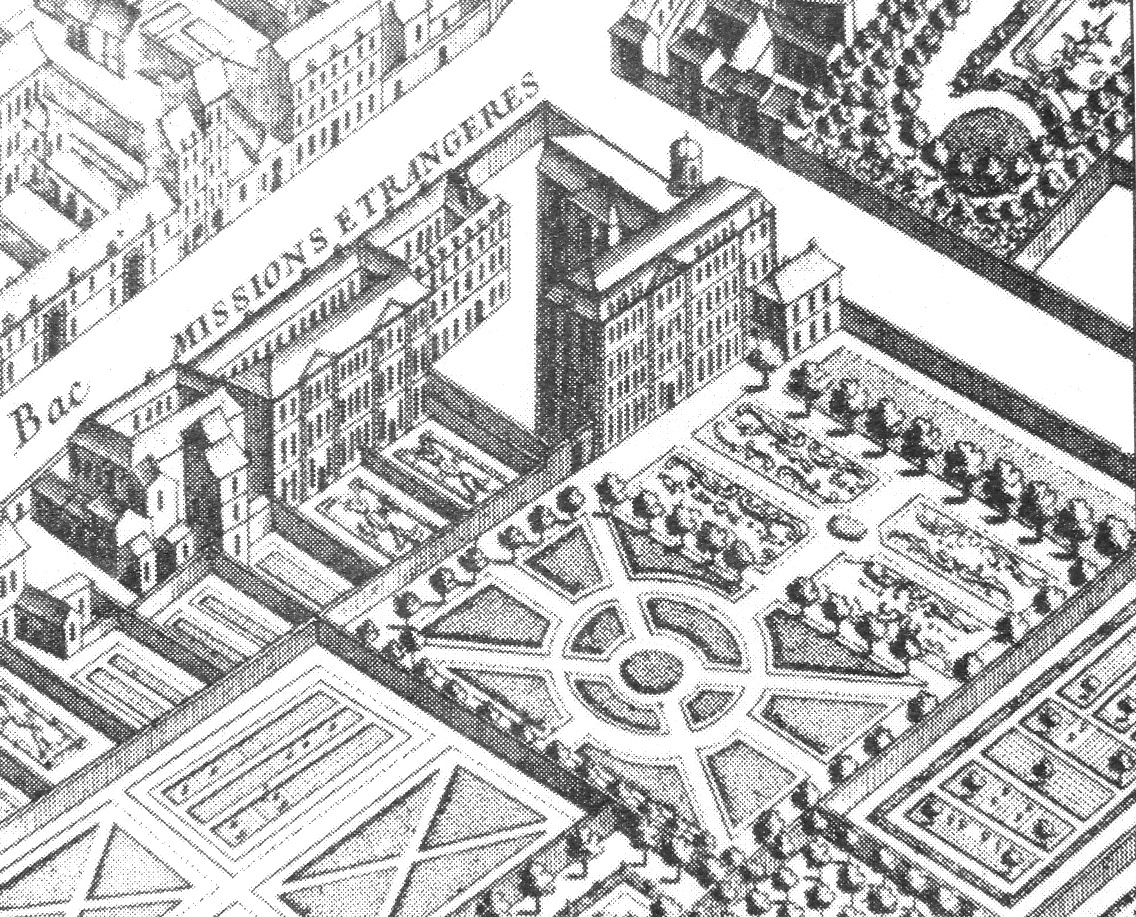
Mappa di Turgot del 1739.
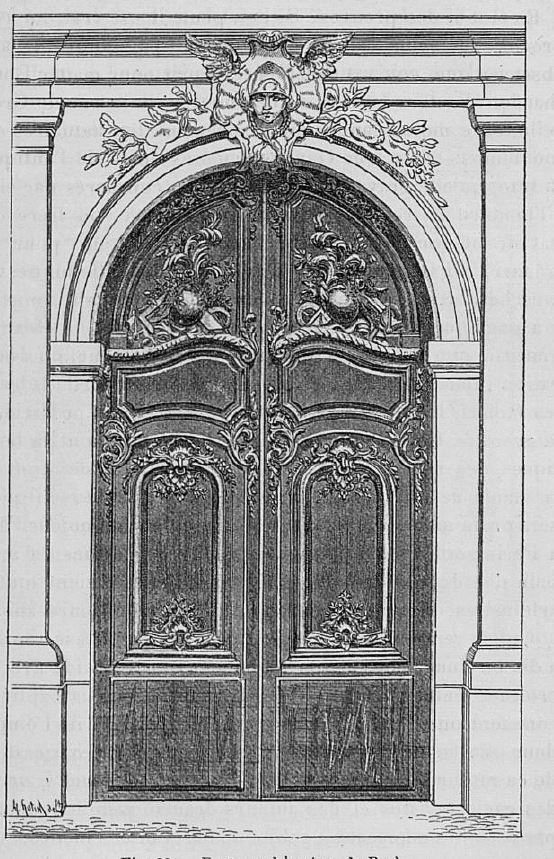
Porta delle carrozze, rue du Bac, stile Pompadour-Luigi XV, incisione di Auguste-Emmanuel Hotin (1891).

## Edifici notevoli e luoghi della memoria

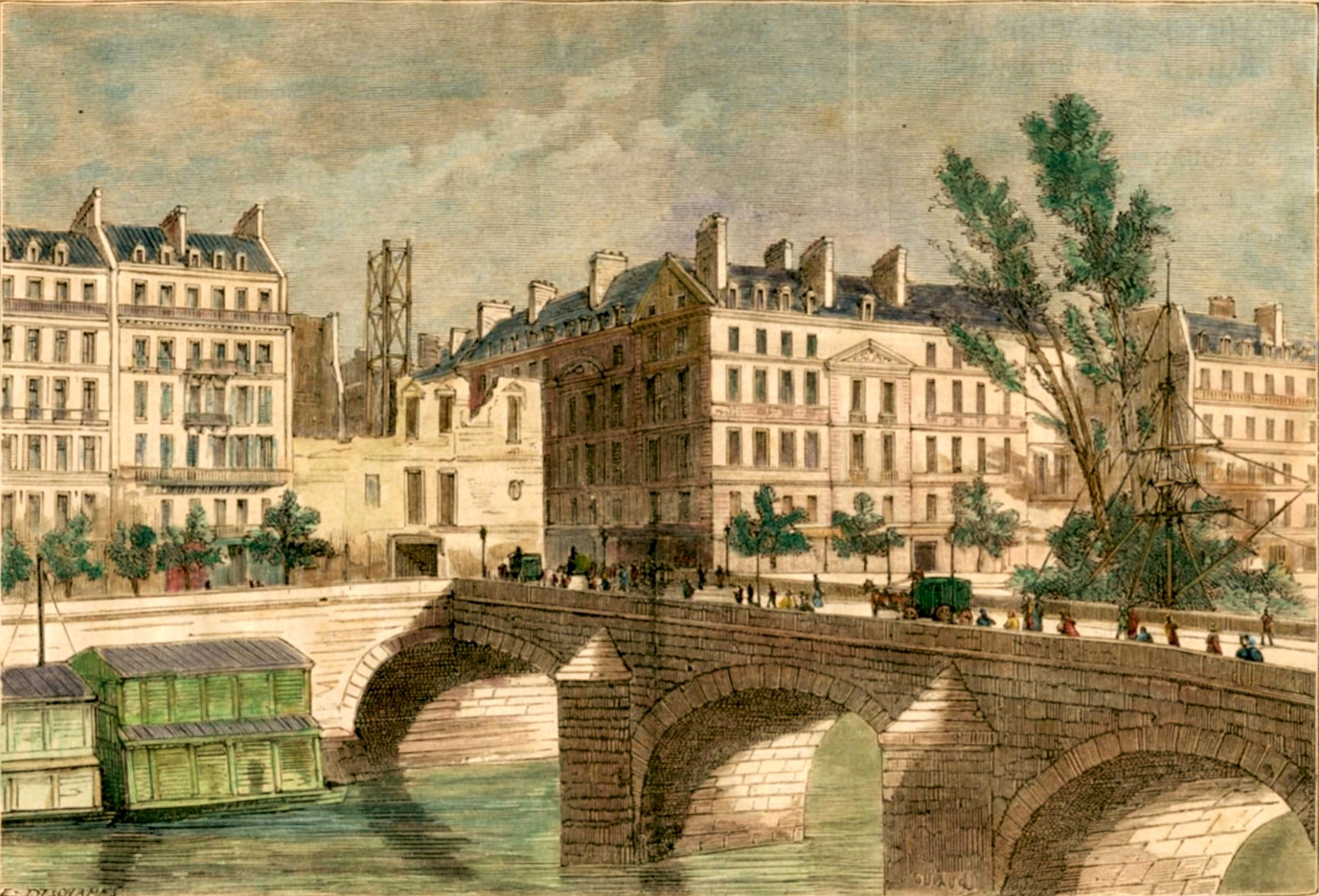
Émile Deschamps, Demolizione dell'Hôtel de Nesles in vista dell'ampliamento della rue du Bac.
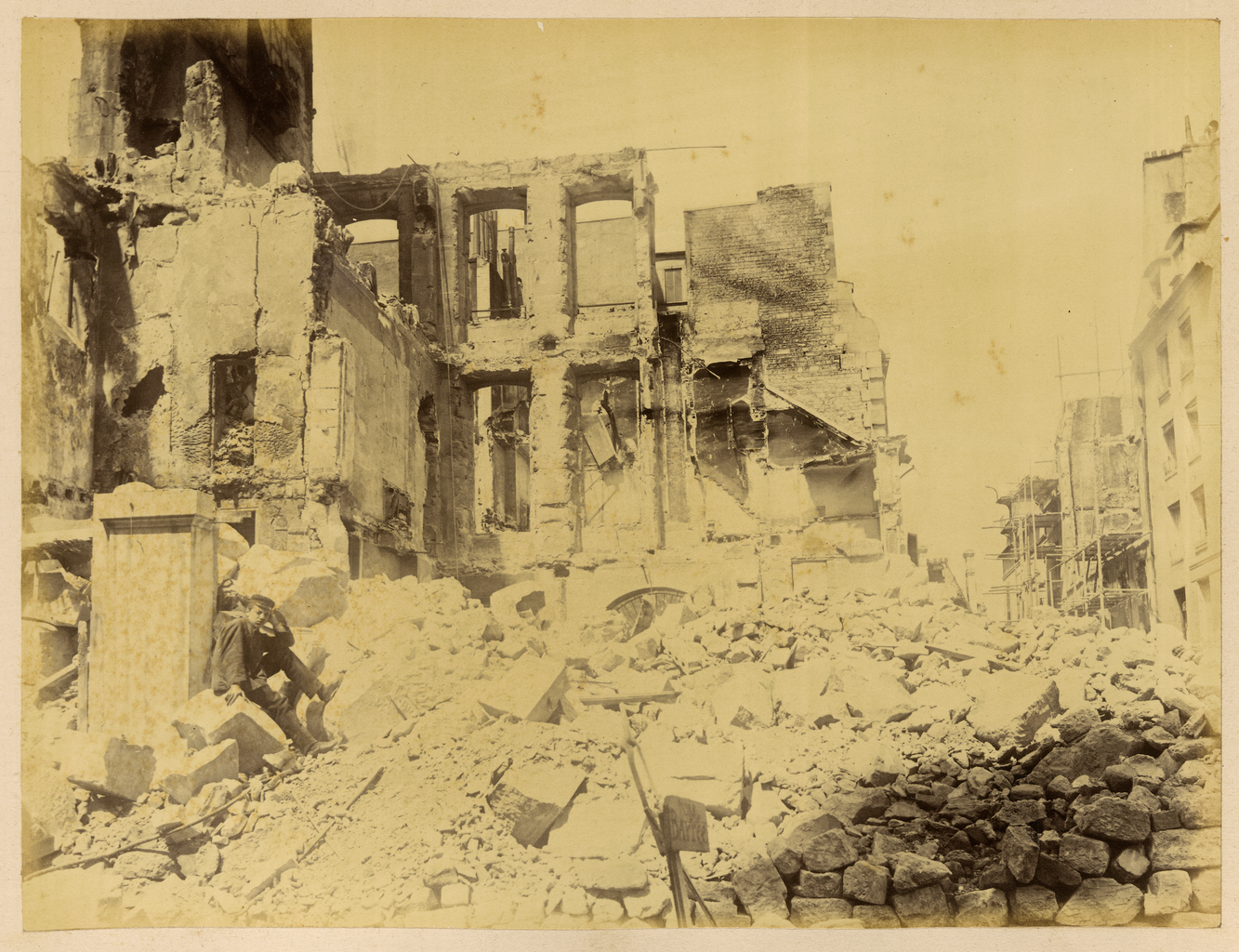
All'angolo di Rue de Lille, dopo i danni della guerra franco-prussiana.
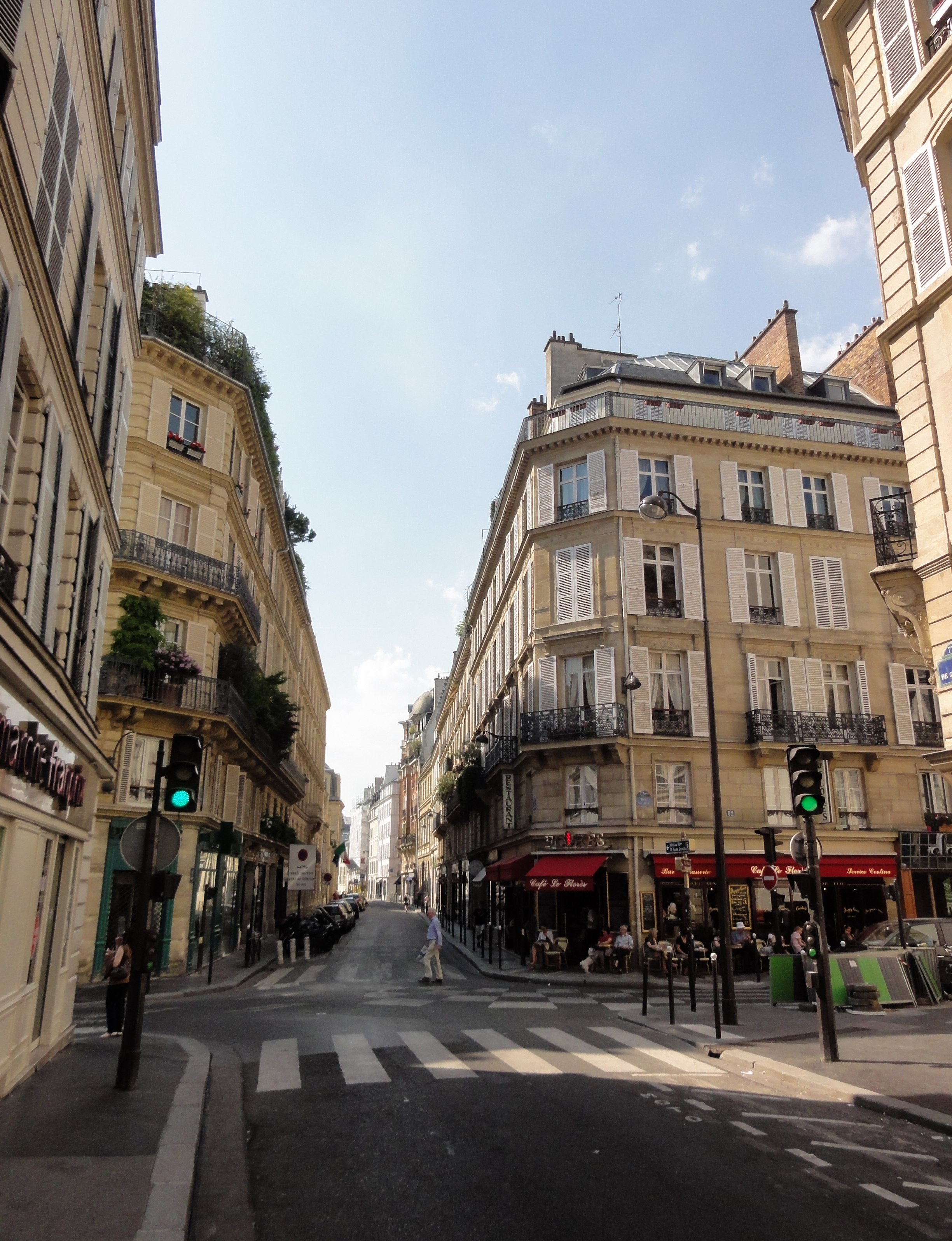
Verso Boulevard Saint-Germain.
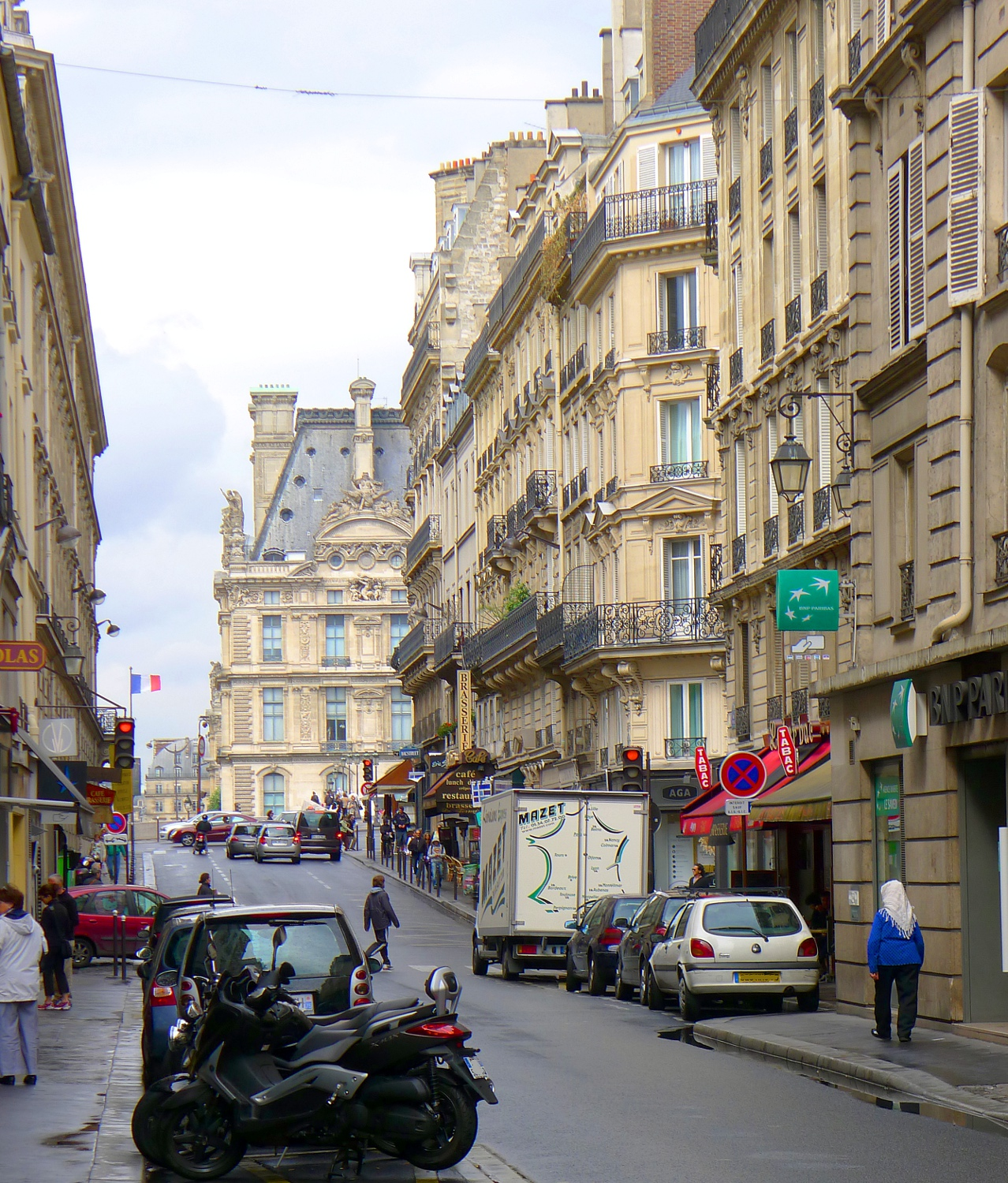
In direzione della Senna.

- Immobile al n. 1: vi si trova la parte occidentale dell'ex hôtel de Mailly-Nesle. In questo luogo sorgeva la villa di Charles de Batz de Castelmore, conte d'Artagnan, capitano luogotenente dei moschettieri di Luigi XIV, ucciso durante l'assedio di Maastricht nel 1673. Lo ricorda una targa sull'edificio. Ora vi si trova un edificio costruito da Auguste Rolin e C. La Horgue nel 1882-1883.
- Immobile ai numeri 2-4: Caisse des dépôts et consignations.
- Isolato ai numeri 13-17, rue du Bac, rue de Verneuil, rue de Beaune e rue de Lille: la ex sala Barbier che, trasformata, divenne la caserma dei Mousquetaires Gris.
- Immobile al n. 32: lo scrittore Marcel Brion visse qui per quarant'anni.
- Immobile al n. 40: il portale di questo edificio si apre su un passaggio perpendicolare a rue du Bac, l'impasse de Valmy. Questa impasse venne creata durante la costruzione dell'Hôtel de Montalembert (al n. 5) (fine dell'XVIII secolo) costruito dal duca di Valmy (vi abitò Charles de Montalembert); in fondo all'impasse c'è l'Hôtel Le Play, fine del XIX secolo (proprietà demaniale); dopo aver ospitato il Ministero della città (François Lamy), è stato occupato, tra il 2016 e il 2017, dal Ministero delle famiglie, dell'infanzia e dei diritti della donna (Laurence Rossignol)[6].
- Immobile al n. 41: Henri de Gaulle, padre di Charles de Gaulle, vi creò una scuola nel 1907, il Cours Louis de Fontanes, che diresse fino al 1924[7][8].
- Immobile al n. 42: vi si trova un cortile, che si può ammirare dalla galleria Maeght, situata al piano terra dell'edificio, e un edificio che Chateaubriand apprezzò particolarmente.

Targhe commemorative in rue du Bac (1)
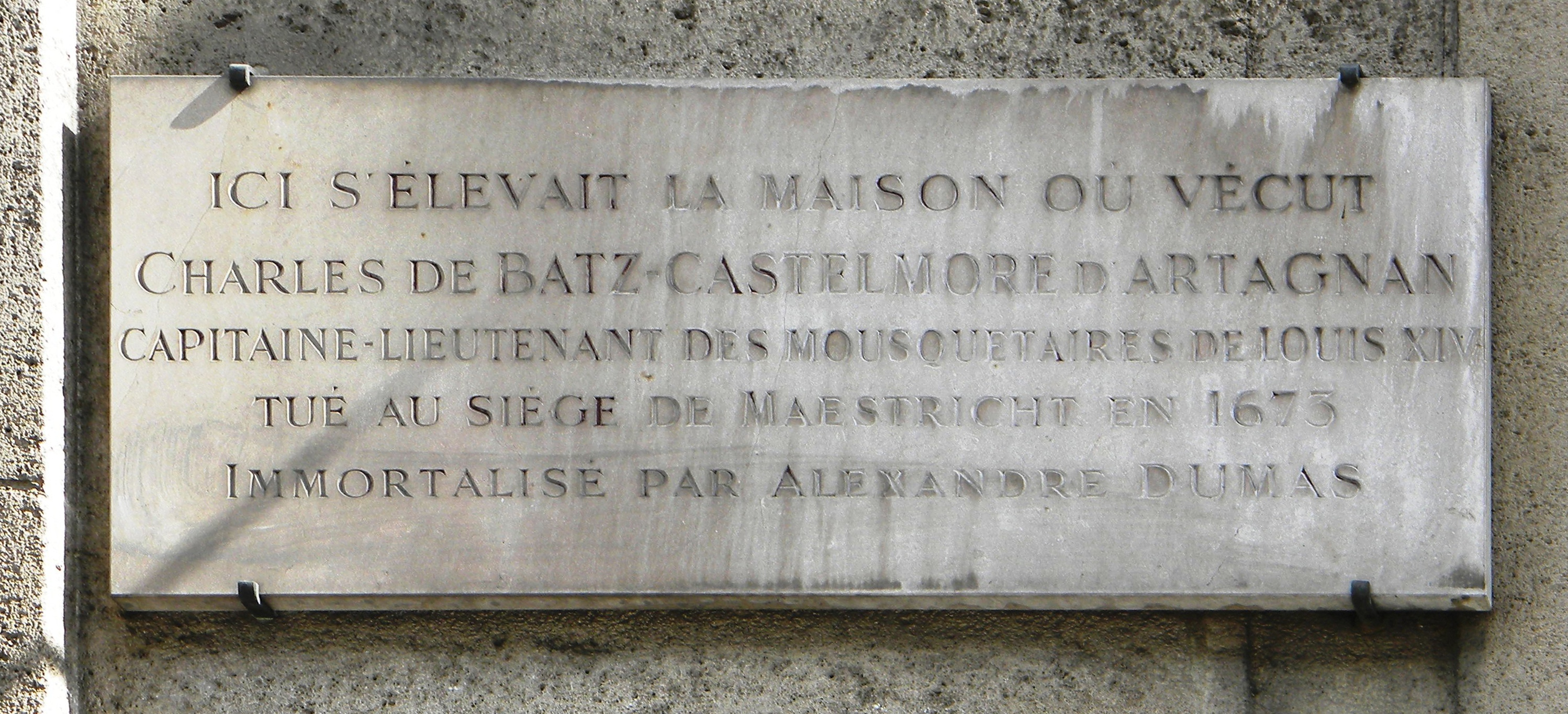
Al n.1 visse d'Artagnan.
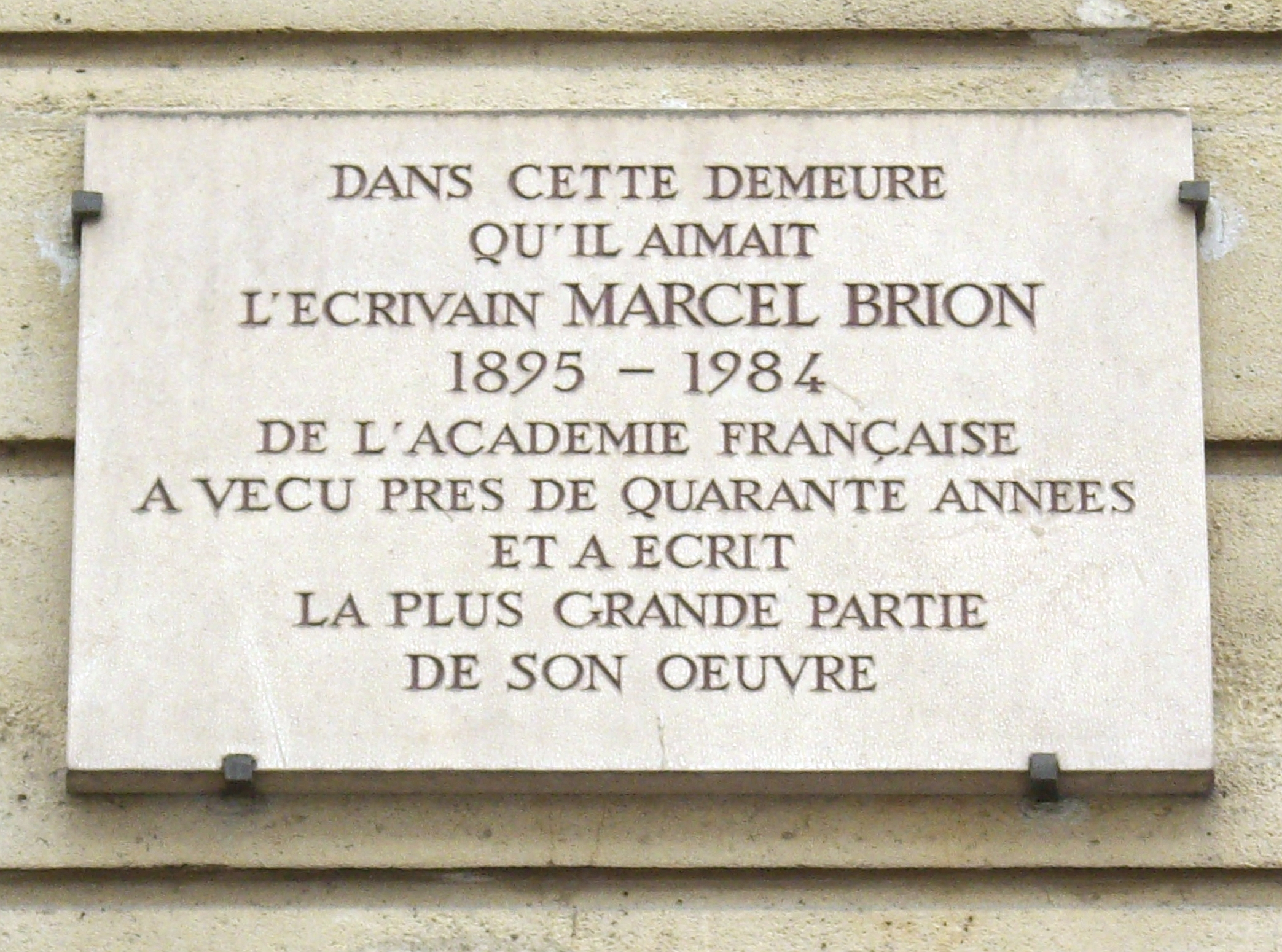
Al n. 32 visse Marcel Brion.
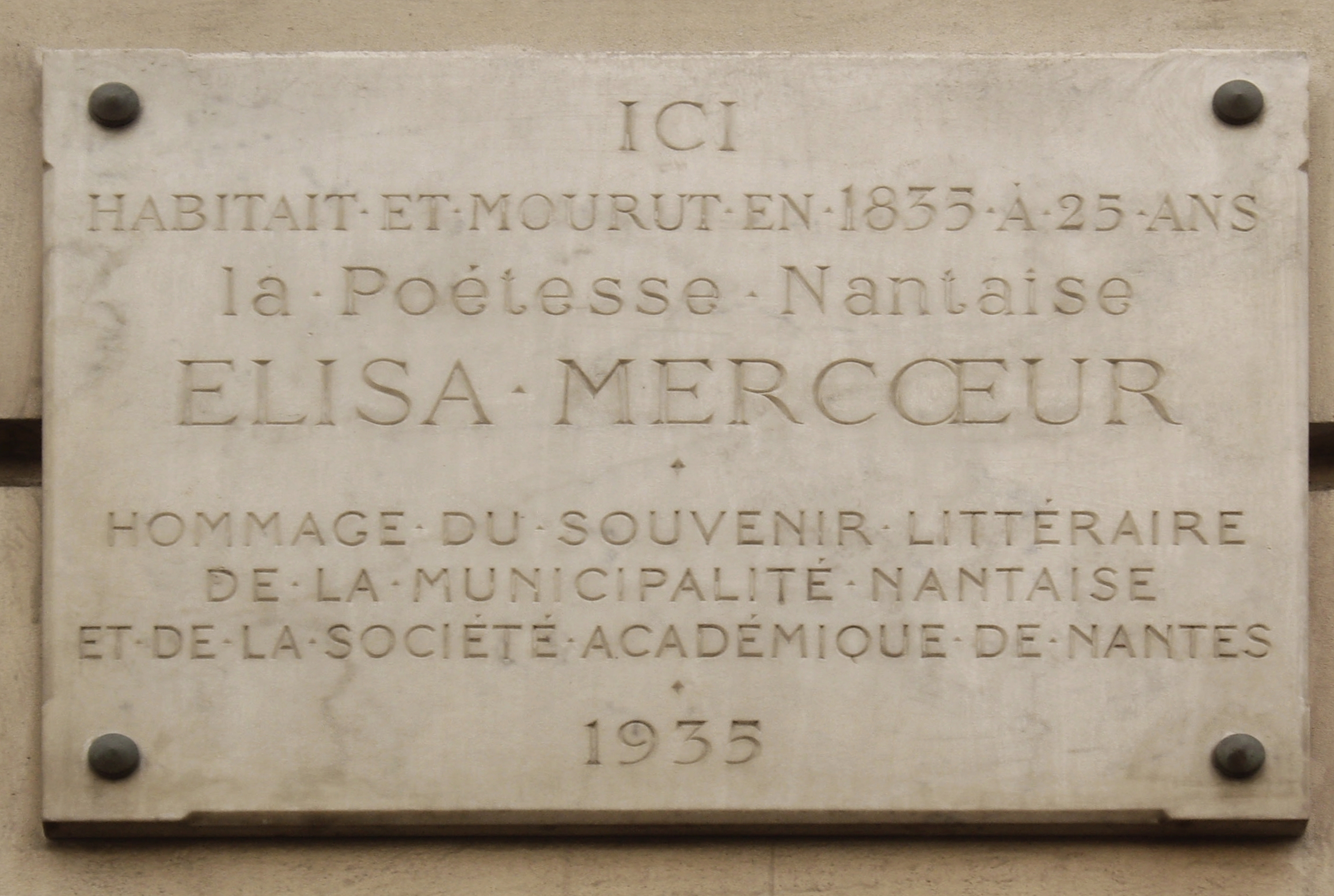
Al n. 43 visse Élisa Mercœur.
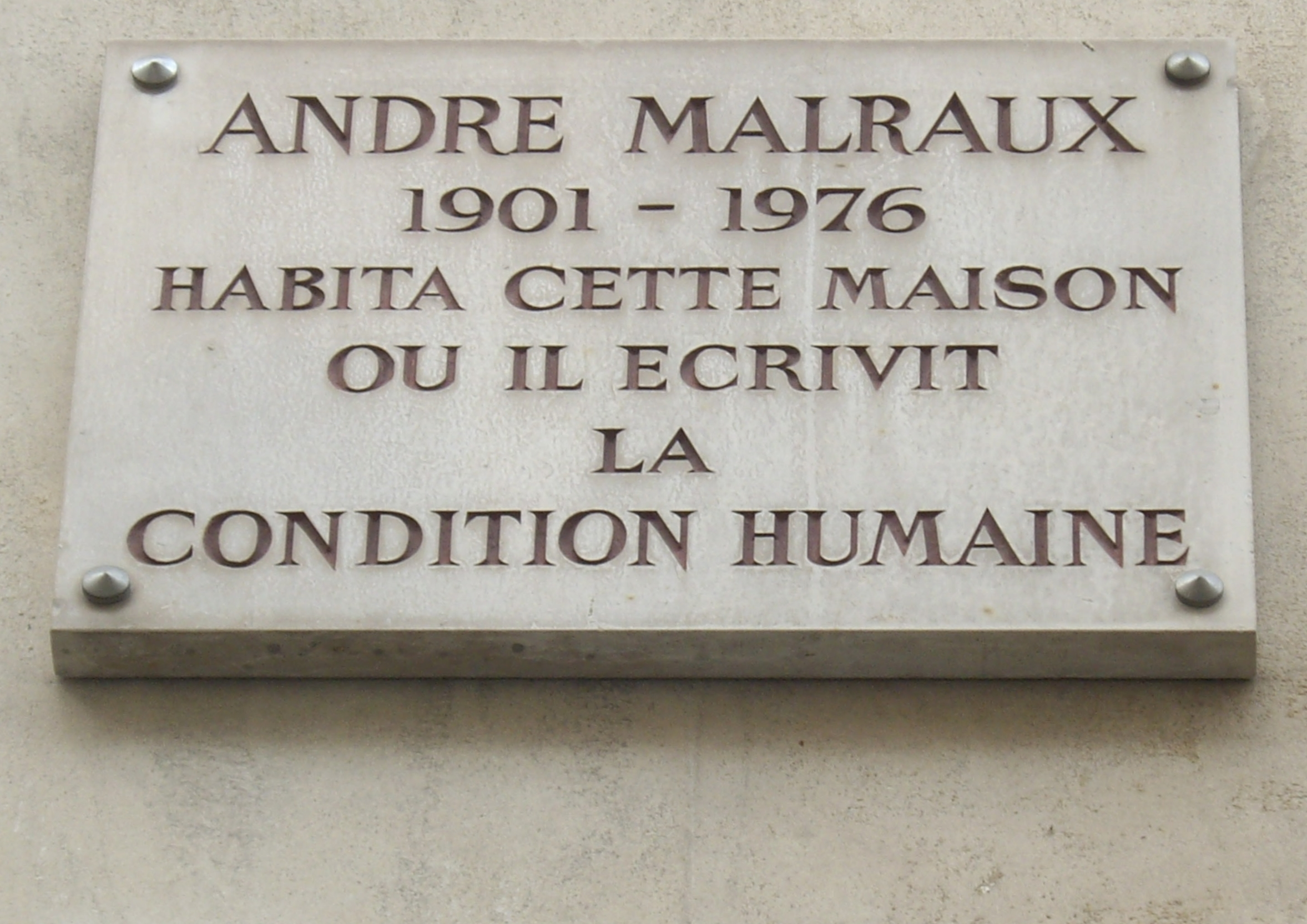
Al n. 44 visse André Malraux.
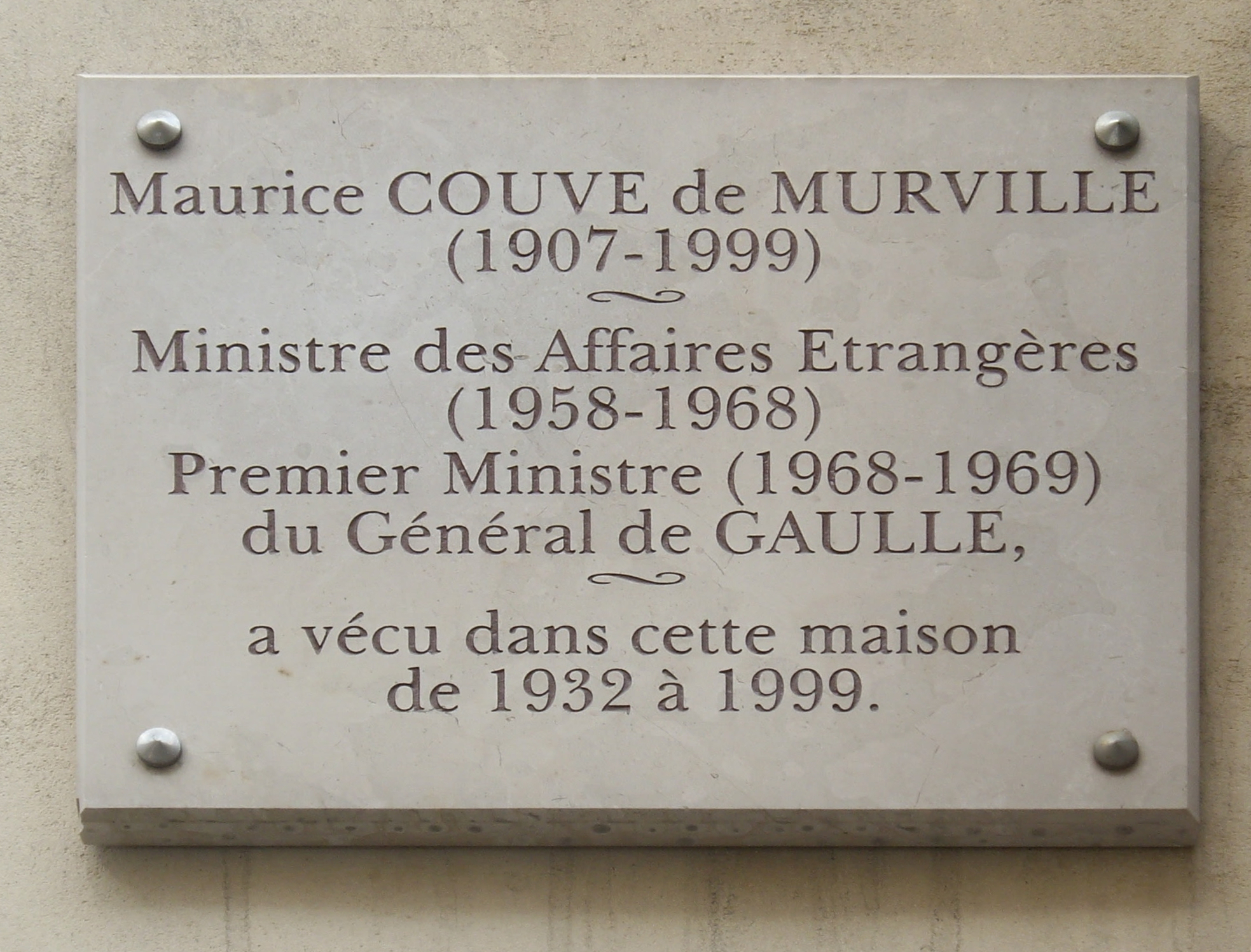
Al n. 44 visse Couve de Murville.
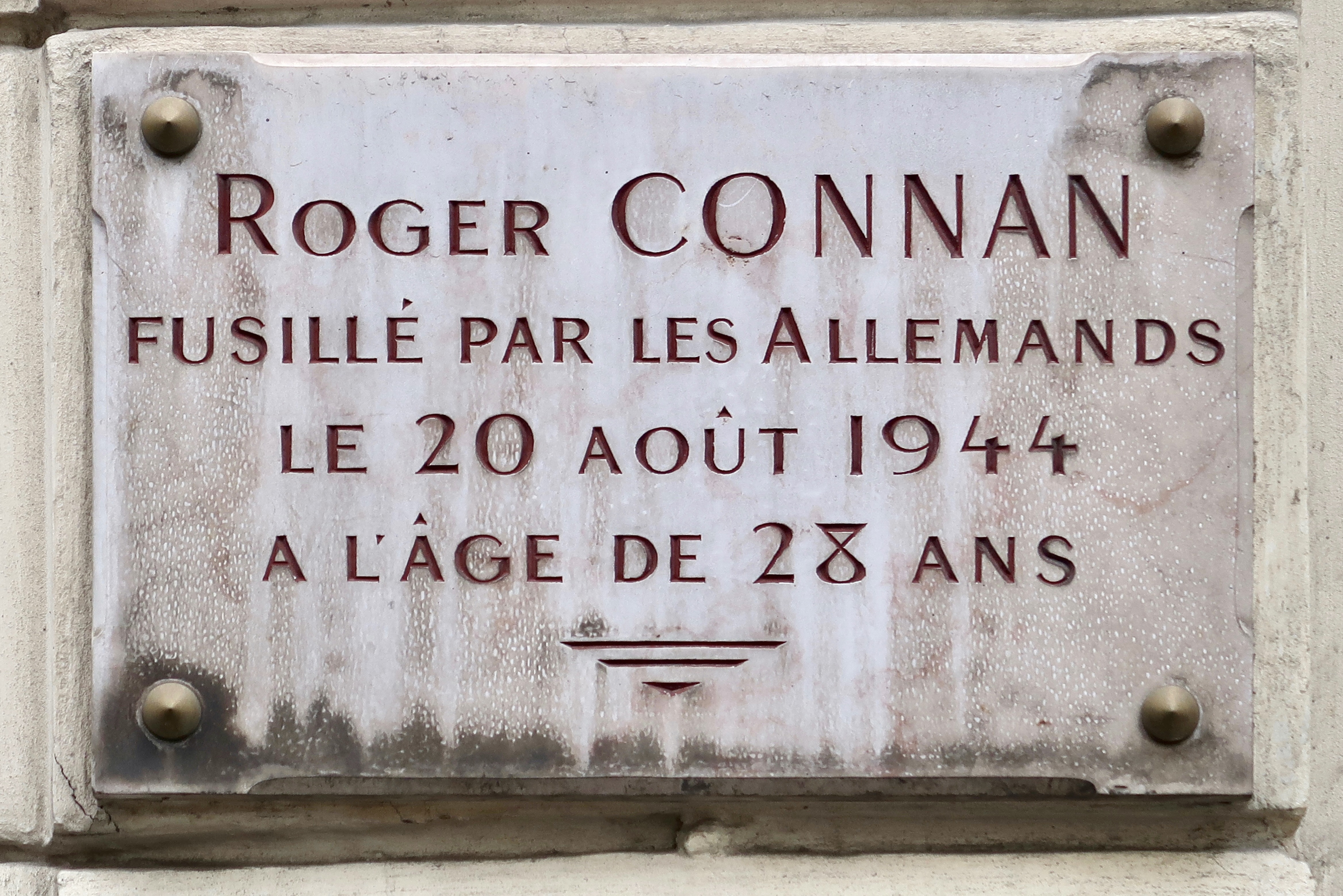
Al n. 46 visse l'eroe della resistenza Roger Connan.

- Immobile al n. 43: qui la poetessa Élisa Mercœur abitò fino alla sua morte nel 1835. Una targa le rende omaggio. Fu in questo edificio che Proust fece vivere il professor Cottard, il dottore in Alla ricerca del tempo perduto (vedi Sodoma e Gomorra).
- Immobile al n. 44: Hotel Le Vayer venne trasformato, nel XVIII secolo, dall'architetto Gabriel de Lestrade. Nel 1932 André Malraux vi compose una parte di La Condition humaine (Premio Goncourt 1933). Lasciò momentaneamente questa casa il 22 luglio 1936 per trasferirsi in Spagna per partecipare alla guerra civile, e definitivamente dopo il divorzio da Clara Malraux. Lo scultore americano Jo Davidson vi affittò un appartamento ammobiliato. Il produttore Darryl F. Zanuck visse in questo immobile all'inizio degli anni 1960, come anche Maurice Couve de Murville.
- Immobile al n. 46: il portale, le cui foglie, scolpite da Michel Varin, rappresentano La Prudence e La Loi, testimonia le trasformazioni effettuate da Samuel Jacques Bernard, conte di Coubert, figlio del famoso finanziere Samuel Bernard, in un hotel costruito nel 1697-1699 per Jean-Baptiste Voille da uno dei Bruand (vedi Libéral Bruant). Queste trasformazioni vennero realizzate su larga scala a partire dal 1739. Affidate per la prima volta a Louis Fourcroy (morto nel 1735), che costruì l'edificio sulla strada nel 1730, furono probabilmente eseguite, in una seconda fase, da François Debias-Aubry. L'hotel comprendeva due edifici principali, disposti perpendicolarmente, e un giardino. Quello dell'edificio principale che si affaccia su rue du Bac esiste ancora, l'altro, che dava perpendicolarmente su rue Saint Dominique, fu sostituito intorno al 1890 da alcuni edifici moderni[9]. Alla morte di Samuel Jacques Bernard, nel 1753, l'hotel fu acquistato dalla famiglia Grimberghe e poi passò in varie mani[10]. L'arredamento interno, che comprendeva sontuose boiserie adornate con dipinti di Carle Van Loo, Jean-Baptiste Oudry (esposto al Salon de peinture et de sculpture nel 1742) e Jean Restout, fu disperso nel 1887[11] Alcuni elementi sono stati riassemblati al Museo Jacquemart-André, all'Hotel Pontalba (41, rue du Faubourg-Saint-Honoré), dal barone Edmond de Rothschild e al castello di Vaux-le-Pénil. Questo hotel si chiama "de Boulogne", dal nome di un ricco colono della Guadalupa, Georges de Bologne Saint-Georges. Era il presunto padre del Chevalier de Saint-George, un militare, ma conosciuto soprattutto come talentuoso musicista nero. Paul Barras vi abitò dal 1812. Louis Veuillot, polemista, fondatore di L'Univers, e Georges Darien, autore di Le Voleur e La Belle France, vissero in questo edificio. Dal 1888, la casa di Deyrolle occupa le stanze più grandi dell'hotel, prive del loro antico arredamento. Sull'edificio, una targa ricorda che il combattente della resistenza Roger Connan fu ucciso lì dai tedeschi durante la liberazione di Parigi (1944). Il portico per le carrozze e le sue ante sono classificate come monumenti storici sin dal 6 agosto 1954; le facciate sulla strada e sul cortile, i tetti, l'ingresso carraio e le due scale sono stati classificati come monumenti storici dal 12 settembre 2008. L'immobile è sede della casa d'aste Phillips.
- Incrocio rue du Bac - boulevard Saint-Germain - boulevard Raspail: ex "crocevia di Chappe" dove si trovava la statua in bronzo di Claude Chappe, eretta nel 1893 e fusa durante l'occupazione tra il 1941 e il 1943 sotto il governo di Vichy[1][2].
- Immobile al n. 65: sede dello studio fotografico di François Antoine Vizzavona (1876-1961)[12].
- Immobile al n. 70: edificio degli anni 1830-1840.
- Immobile al n. 79: edificio in stile impero (1806)[13] la cui facciata sulla strada, le vetrine e l'arredamento degli interni sono protetti come MH[14].

Porte in rue du Bac
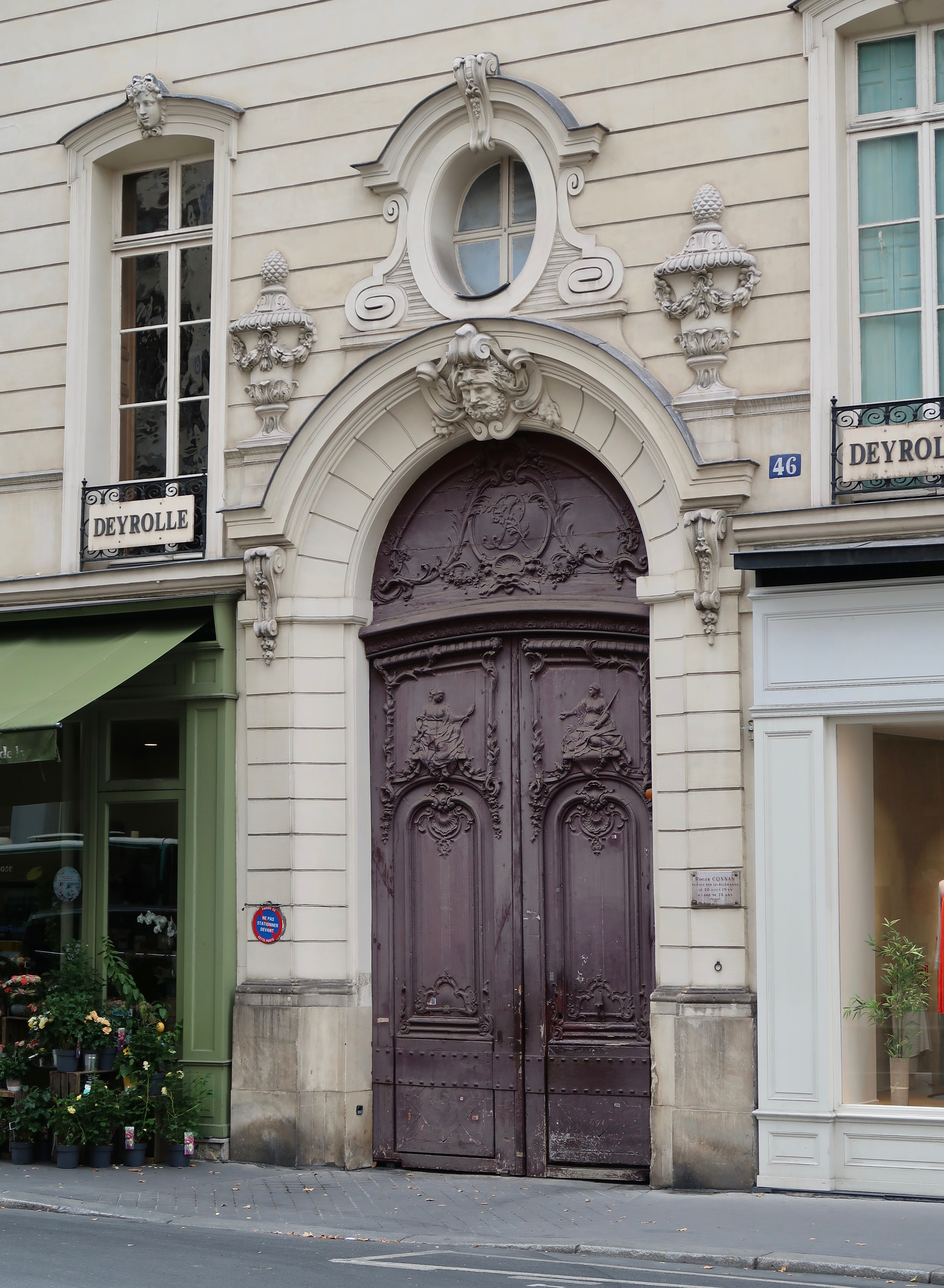
Immobile al n. 46.
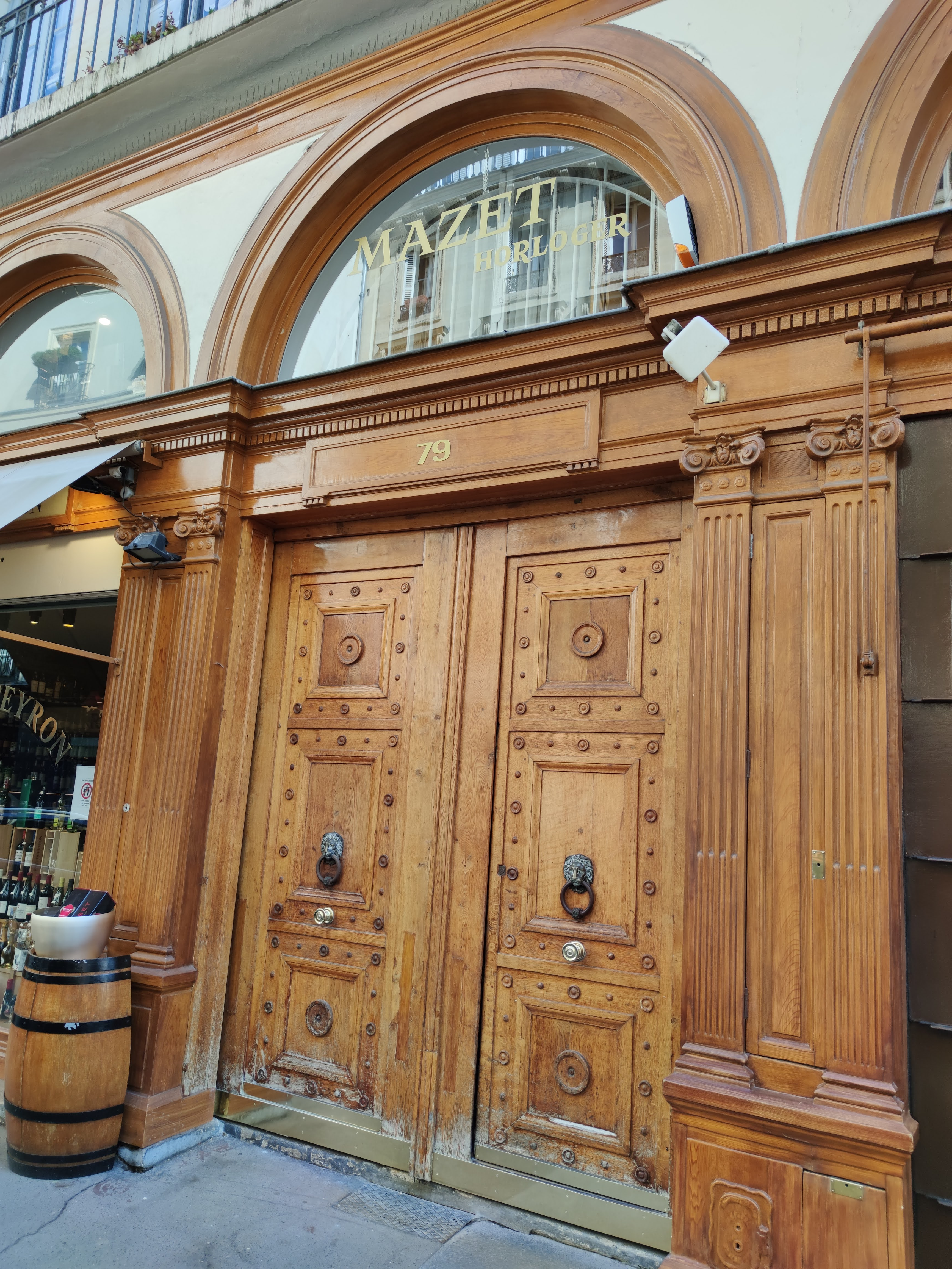
Immobile al n. 79.
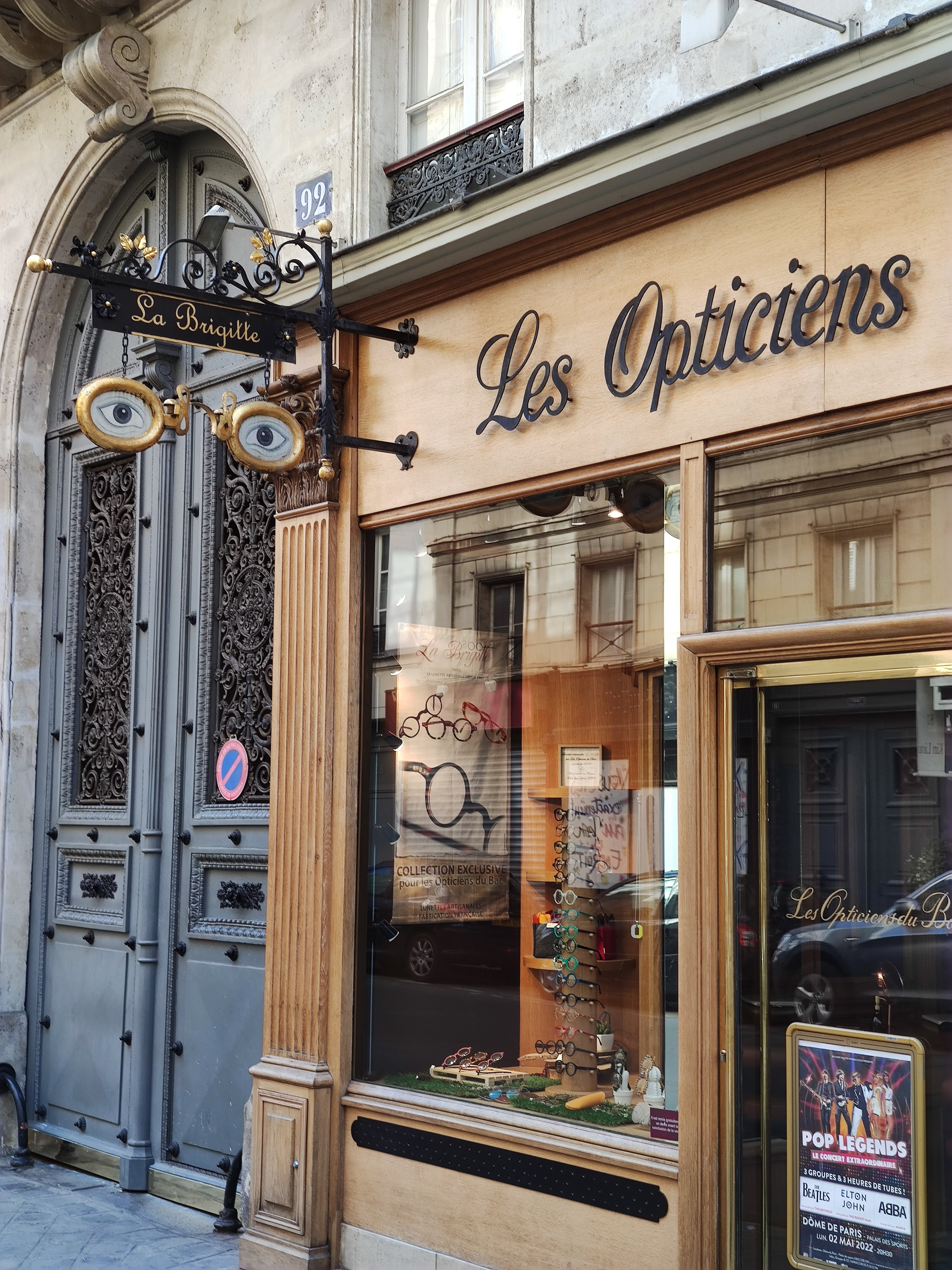
Immobile al n. 92.
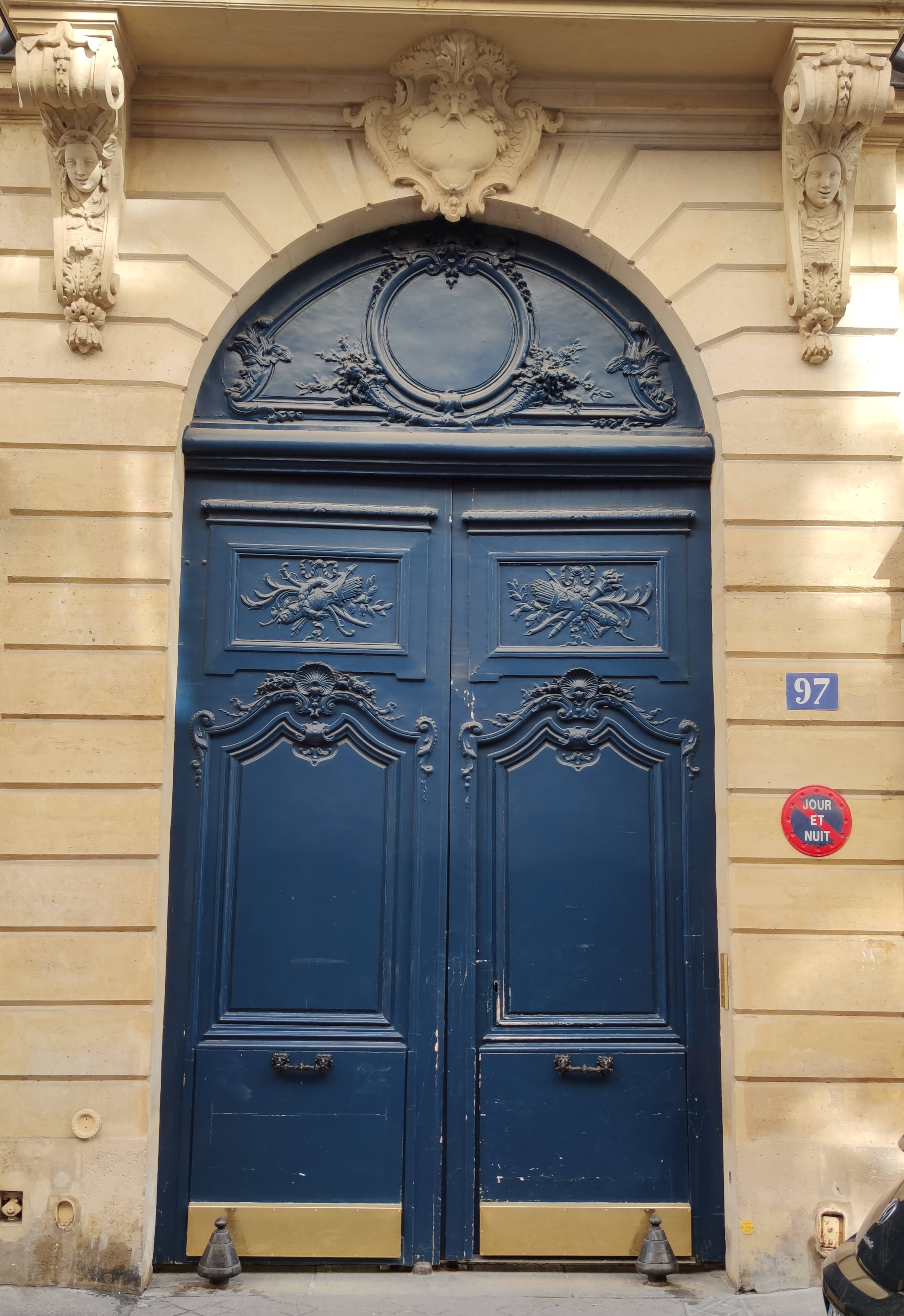
Immobile al n. 97.
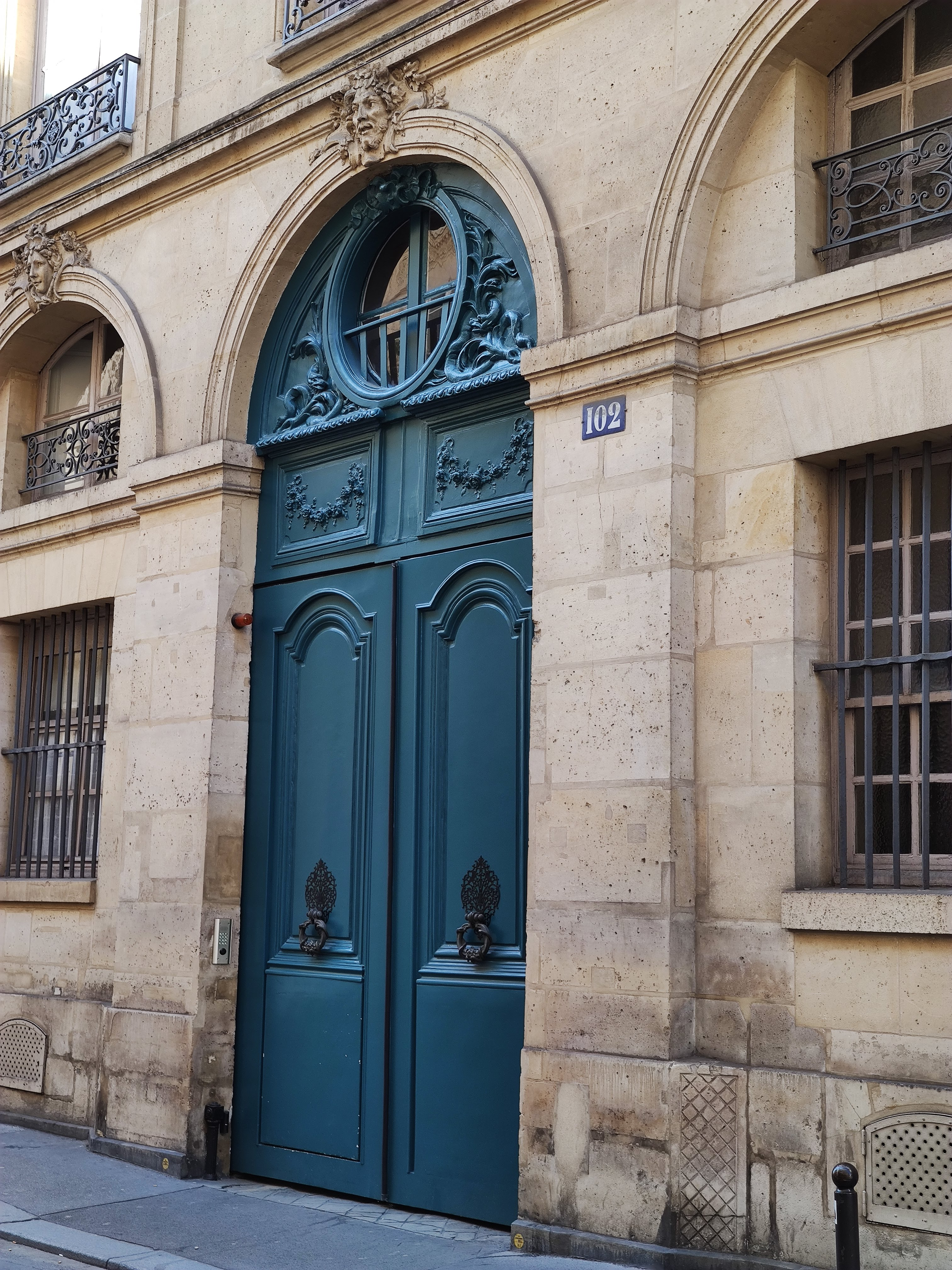
Immobile al n. 102.
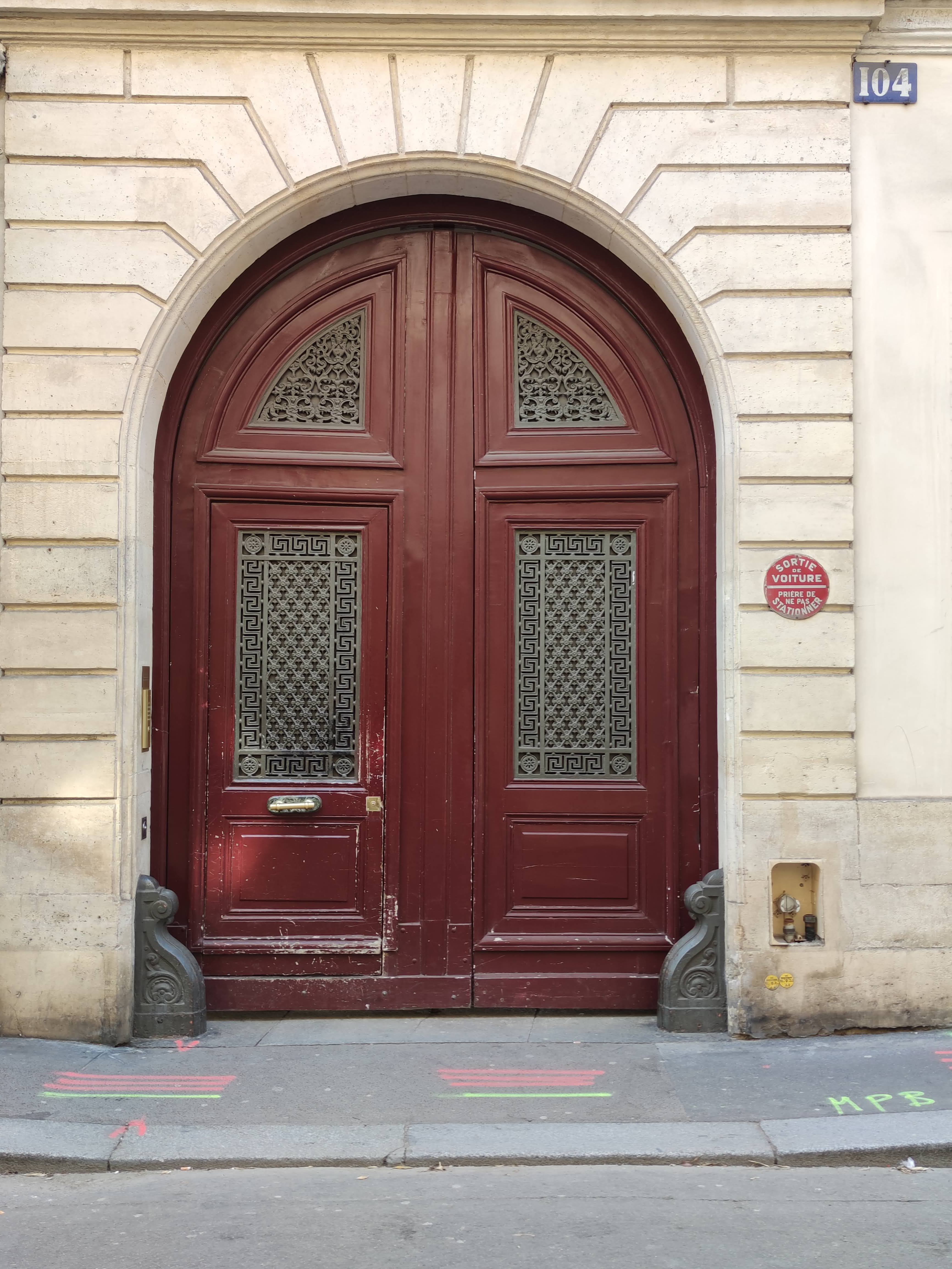
Immobile al n. 104.
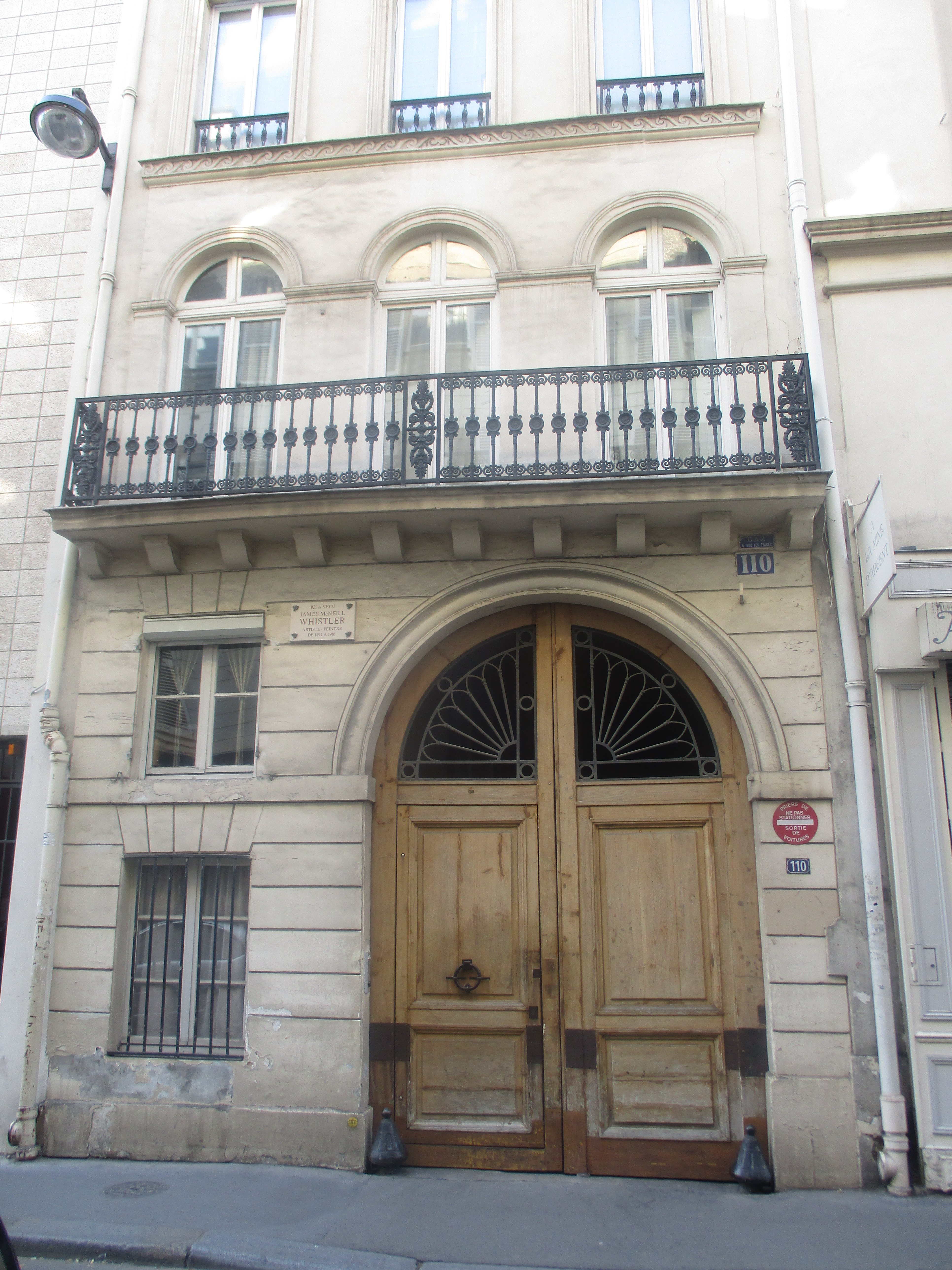
Immobile al n. 110.

- Immobile ai numeri 83-85: ex monastero dell'Immacolata, o delle Récollettes, creato nel 1637. Occupava anche il sito dei numeri 87 e 89 e la rue de Grenelle, su cui si estendeva il giardino.
- Immobile al n. 84: ex ingresso al giardino dell'Hôtel de Galliffet, il cui ingresso principale è al 73, rue de Grenelle. Contrassegnato da un portico monumentale rimosso nel 1837.
- Immobile al n. 86: sede dell'ex Hotel Dillon.
- Immobile al n. 87: qui era presente il primo laboratorio di colorazione dei film creato da Élisabeth Thuillier, nata Aléné (1841 - 1907), e ripreso dalla figlia Berthe (1867 - 1947); l'atelier di Madame Thuillier giunse ad impiegare più di 200 persone che coloravano a mano pellicole di celluloide e diapositive fotografiche. Lavorarono molto con il regista Georges Méliès e la sua compagnia Star Film; a loro si deve in particolare la colorazione del film Le Voyage dans la Lune (1902).
- Incrocio di rue du Bac e rue de Varenne: all'angolo sud-ovest di rue du Bac (attuale n. 98 e seguenti) e rue de Varenne n. 31) c'è il cosiddetto Hôpital des convalescents de la Charité e i suoi giardini occuparono, dal 1652, un vasto appezzamento di terreno situato nel mezzo di un orto,[15] (vedi Hôpital de la Charité de Paris). Una parte del giardino fu acquisita nel XVII secolo dal Seminario per la conversione degli infedeli all'estero che venne poi articolato in due padiglioni (scomparsi e sostituiti dagli attuali numeri 124 e 128) separati da un cortile al quale dava accesso una porta delle carrozze (sul sito dell'attuale numero 126). In pieno svolgimento, il seminario continuò ad ampliare i suoi possedimenti alla periferia nord di rue du Bac[16].
- Immobile al n. 93: qui vissero i combattenti della resistenza, Robert Pelletier e suo figlio Étienne, dal 1912 al 1940.
- Immobile al n. 94: fu l'abitazione del pastore Christian Carl Gambs.
- Immobile al n. 97: sede dell'hôtel de Ségur (detto anche de Salm-Dyck), costruito nel 1722 per Pierre Henry Lemaître (proprietario anche del castello del Marais), forse da François Debias-Aubry. L'arredamento interno risale in parte a quel periodo. Nel 1726 l'hotel fu ceduto alla duchessa di Gramont, nata Marie Christine de Noailles (1672-1748), che vi sposò la figlia con il duca di Ruffec, primogenito di Saint-Simon. Al tempo della Rivoluzione apparteneva al visconte di Ségur. L'hotel fu occupato dal 1786 al 1798 (con intermittenze tra il 1792 e il 1795 poi di nuovo nel 1796) da Madame de Staël. Nel 1809 fu acquisito dal conte Joseph de Salm-Reifferscheidt-Dyck (nominato principe di Salm nel 1816), che fece decorare l'appartamento al primo piano (anticamera, soggiorno, biblioteca) in stile impero (intorno al 1810) dall'architetto Antoine Vaudoyer e dal pittore Jean Jacques Lagrenée (insieme conservati e classificati come monumenti storici). La contessa di Salm-Dyck, nata Constance de Théis, vi tenne un famoso salotto letterario. Jean d'Ormesson, disse che vi visse Romain Gary "dieci o quindici anni in questo luogo sontuoso e leggermente storto, quasi di fronte, quando era a Parigi".
- Immobile al n. 98: in questo luogo si trovava il Cabaret des Deux anges, dove alloggiò il generale Georges Cadoudal nel 1804 mentre progettava un complotto contro Napoleone Bonaparte. Una targa ricorda questo evento.

Targhe commemorative in rue du Bac (2)
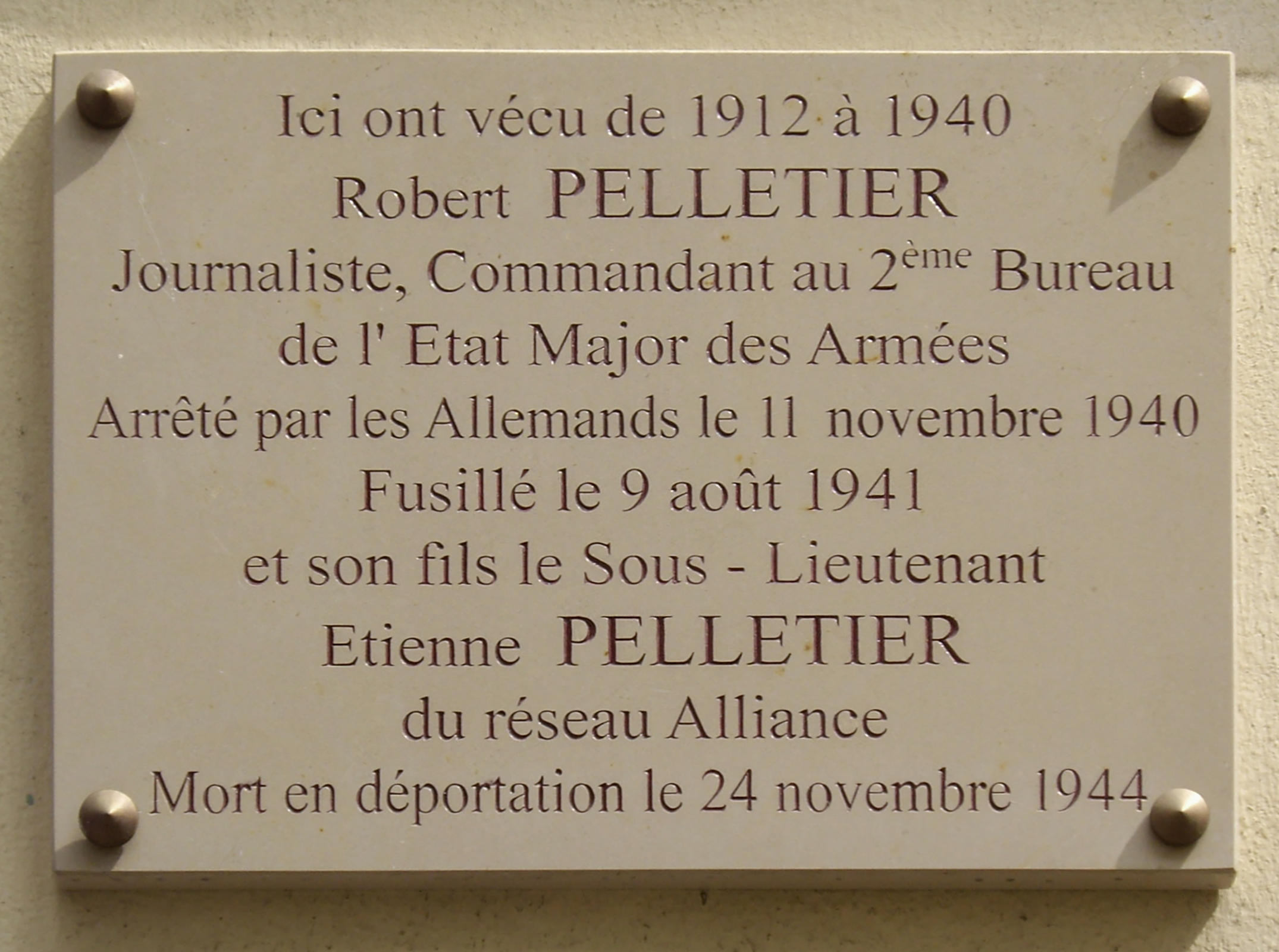
Immobile al n. 93: Robert e Etienne Pelletier.
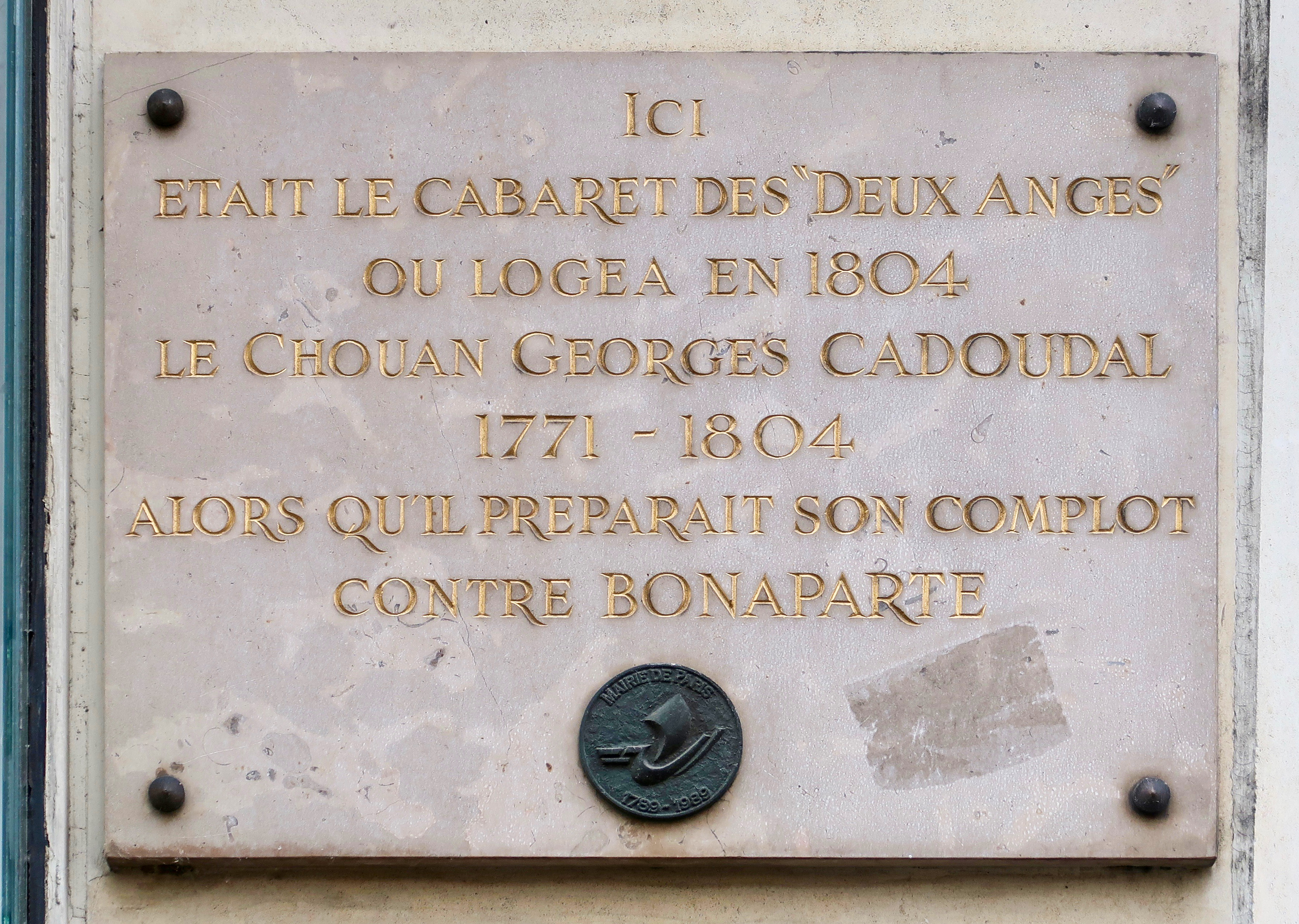
Immobile al n. 98: Cabaret des Deux anges.
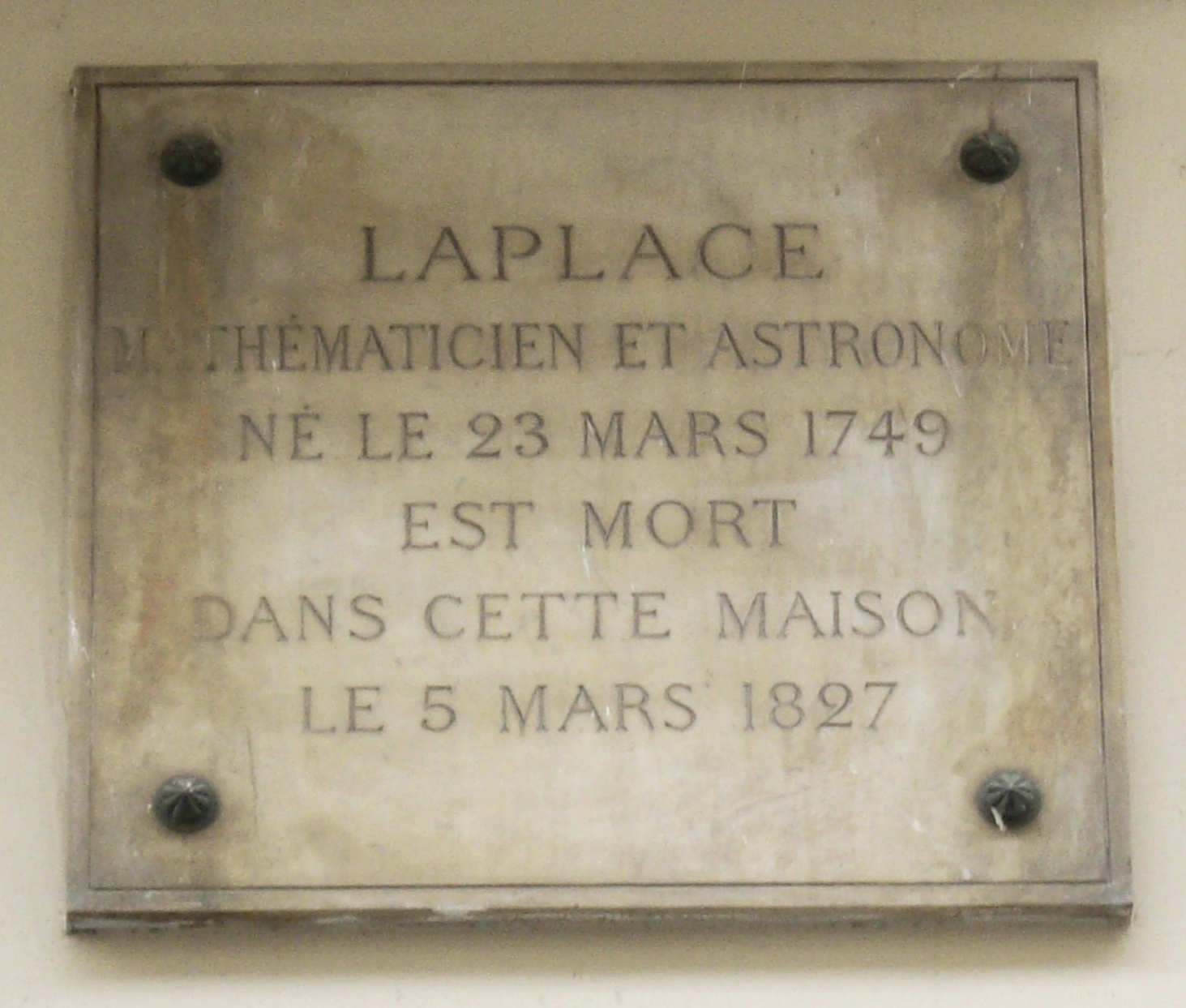
Immobile al n. 108: Pierre-Simon de Laplace.
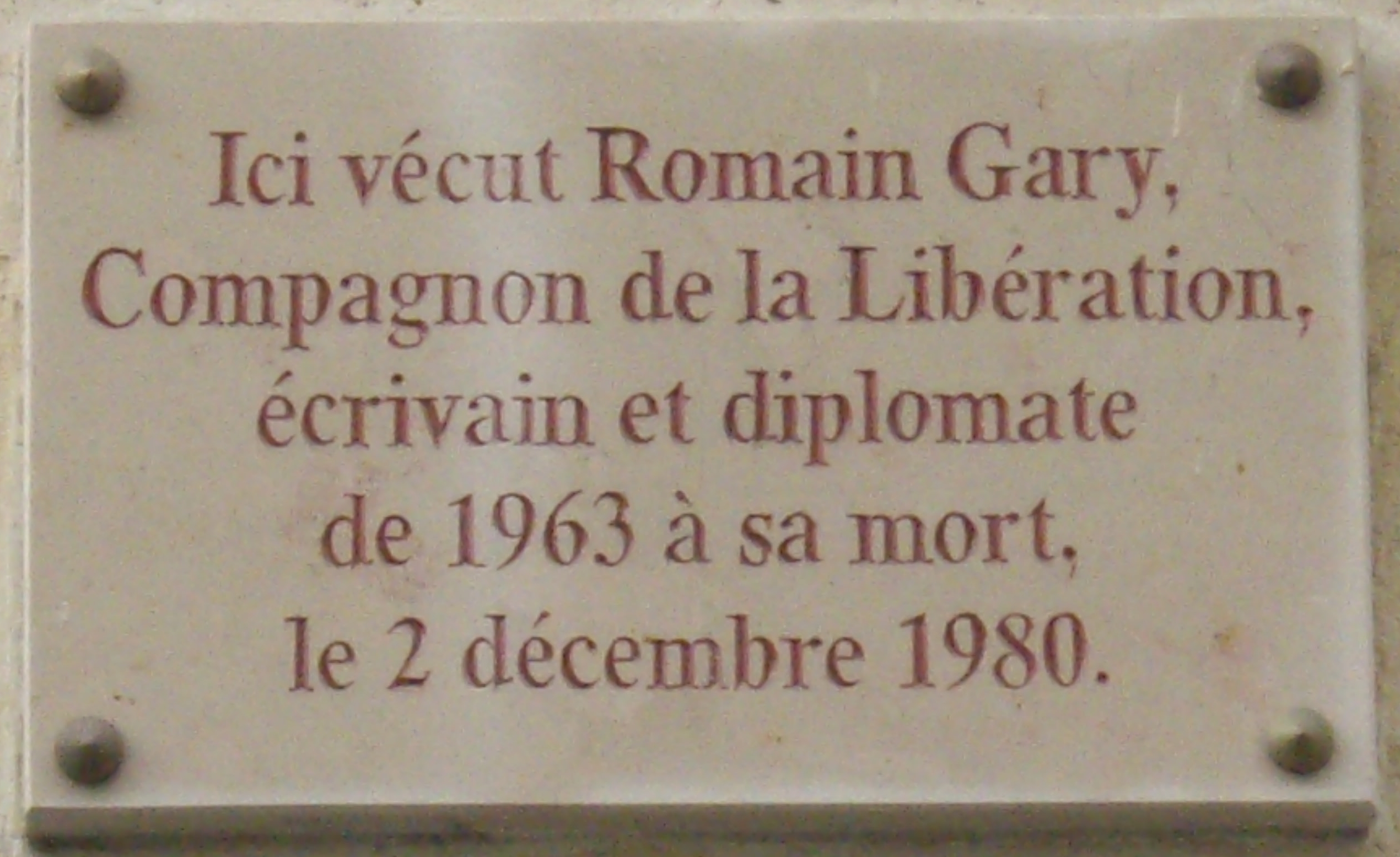
Immobile al n. 108: Romain Gary (la sua casa parigina).
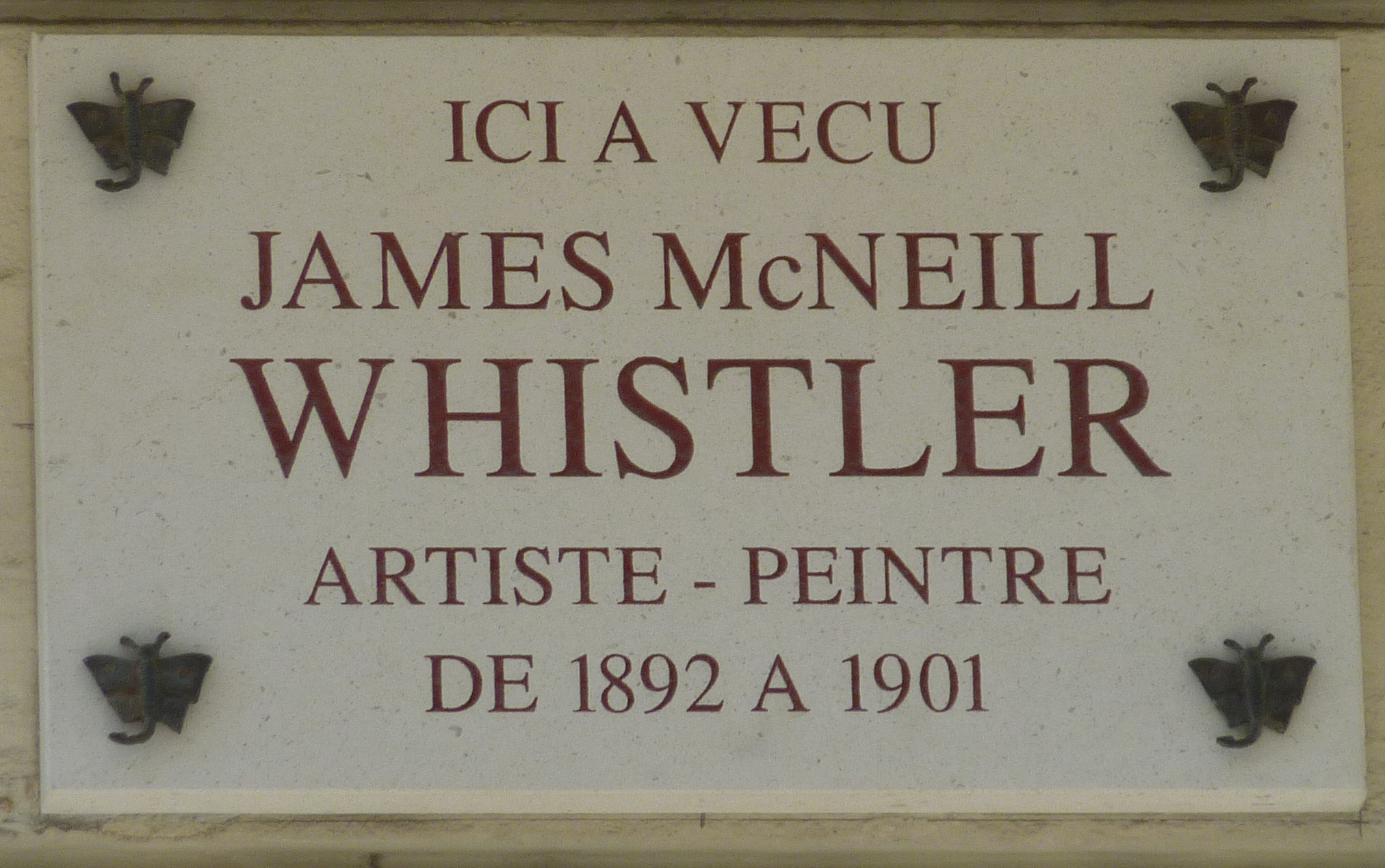
Immobile al n. 110: James Abbott McNeill Whistler.
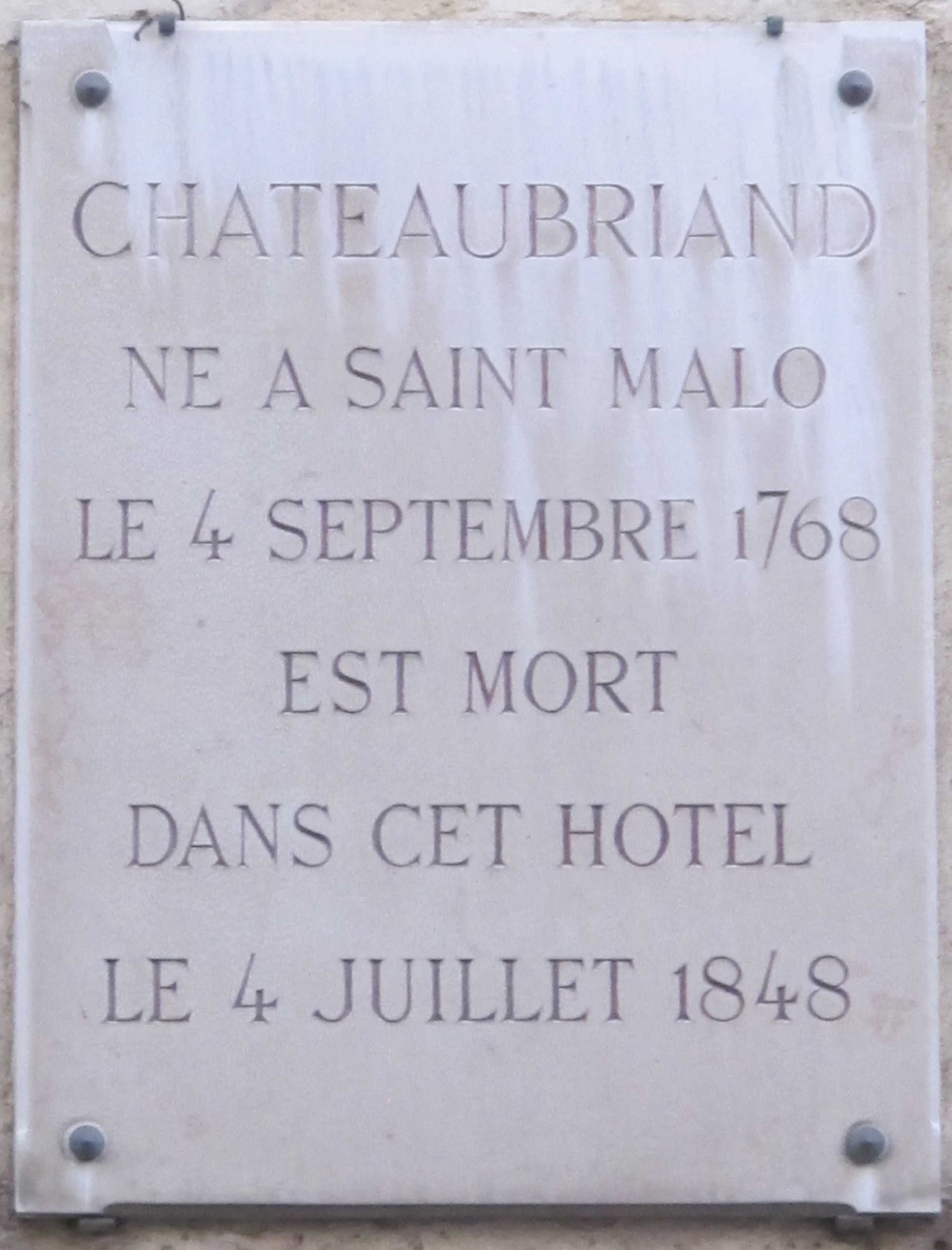
Immobile al n. 120: Chateaubriand.
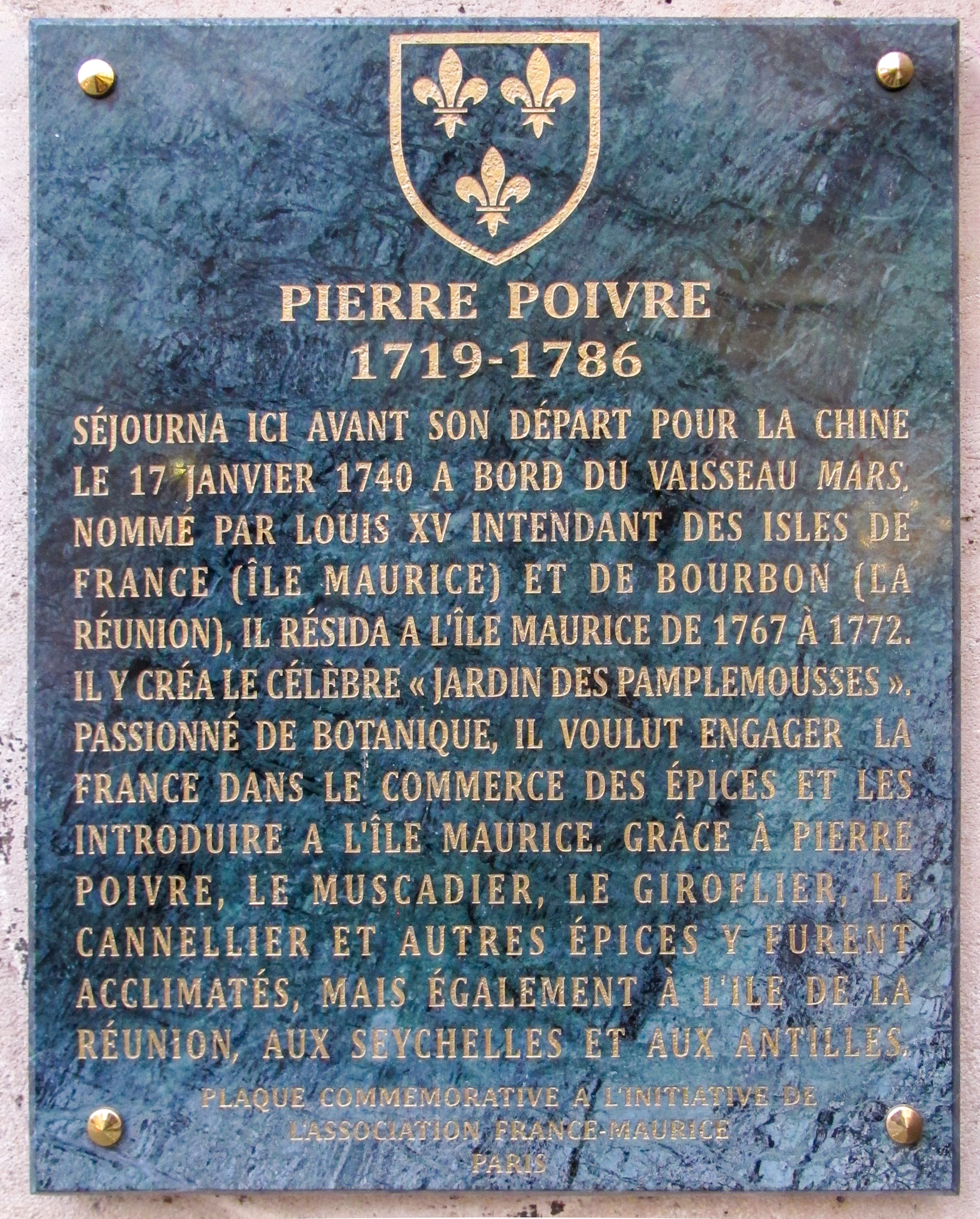
Immobile al n. 128: il botanico Pierre Poivre.

- Immobile al n. 101: hôtel de La Feuillade, costruito nel XVIII secolo è iscritto parzialmente nella lista MH[17].
- Immobile al n. 102: vi si trova l'hôtel de Sainte-Aldegonde (prima metà del XVIII secolo).
- Immobile al n. 106: sede della Délégation catholique pour la coopération.
- Immobile n. 108: place de La Rochefoucauld. Il terreno apparteneva al duca La Rochefoucauld-Doudeauville. Nel 1910, la duchessa de Doudeauville, nata principessa Louise Radziwill, fece costruire un importante immobile. L'astronomo Pierre-Simon de Laplace visse qui come ricordato da una targa. Lo scrittore, giornalista e campione di tennis Claude Anet vi abitò fino alla sua morte nel 1931. Lo scrittore e diplomatico Romain Gary abitava al numero 12, nel cortile, e si suicidò il 2 dicembre 1980. Jean Seberg, dopo il divorzio da Romain Gary, si spostò in un altro appartamento dell'immobile.
- Immobile al n. 110: in questo immobile visse il pittore James Abbott McNeill Whistler (1834-1903) dal 1892 al 1901[18]. In fondo alla corte c'erano lo studio e l'abitazione costruiti nel 1812 da Louis-Pierre Baltard, padre dell'architetto Victor Baltard.
- Immobile ai numeri 118-120: si tratta di due hôtel particulier gemelli i cui cortili sono separati da un muro di cinta. Gli immobili vennero edificati nel 1713-1715 da Claude Nicolas Lepas-Dubuisson per la Société des Missions étrangères de Paris. L'hôtel al n. 118 è noto come d’hôtel de Clermont-Tonnerre, dal nome del locatario alla fine del XVIII secolo. I portali, che rappresentano le quattro parti del mondo in cui si esercita l'apostolato delle Missioni estere, sono di eccezionale qualità: sono probabilmente dovuti all'ornamentista Jean-Baptiste Tureau, detto Toro, per l'intaglio lapideo dei timpani, e allo scultore Louis Dupin, che eseguì anche parte della decorazione interna, per le ante delle porte. François-René de Chateaubriand abitò al n. 120 dal 1838 alla sua morte avvenuta nel luglio 1848 (gli rende omaggio una targa commemorativa).
- Immobile al n. 124: sede del volontariato cattolico per la Société des Missions étrangères de Paris.
- Immobile al n. 125: vi nacque il pittore Camille Corot il 16 luglio 1796[19].
- Immobile al n. 128: sede della Société des Missions étrangères de Paris. La cappella venne costruita dal 1683 al 1689 dal maestro muratore Lepas-Dubuisson (padre dell'architetto che costruì gli immobili dei numeri 118-120). L'immobile costruito sul retro è del 1732.

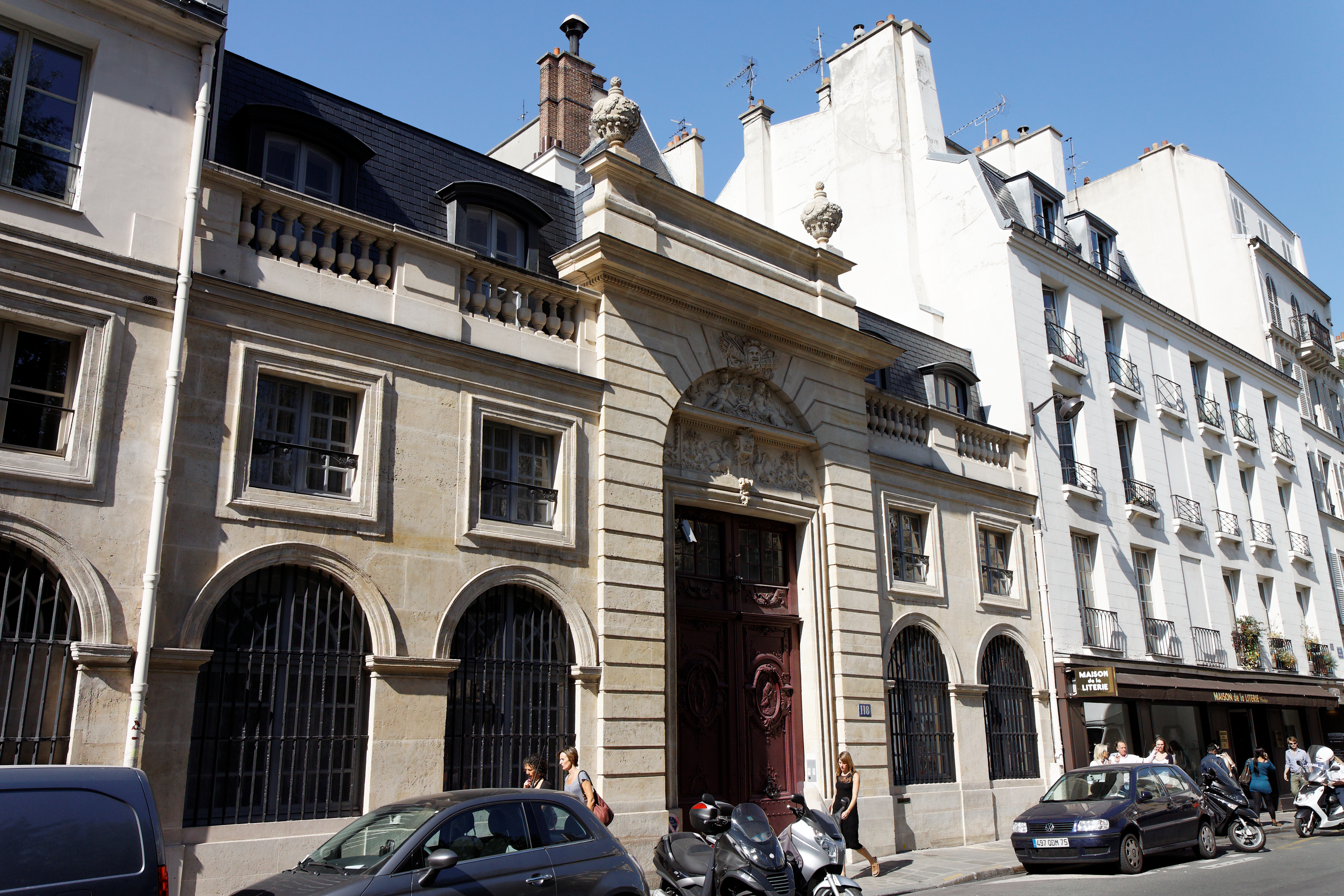
Immobile al n. 118, Hôtel de Clermont-Tonnerre.
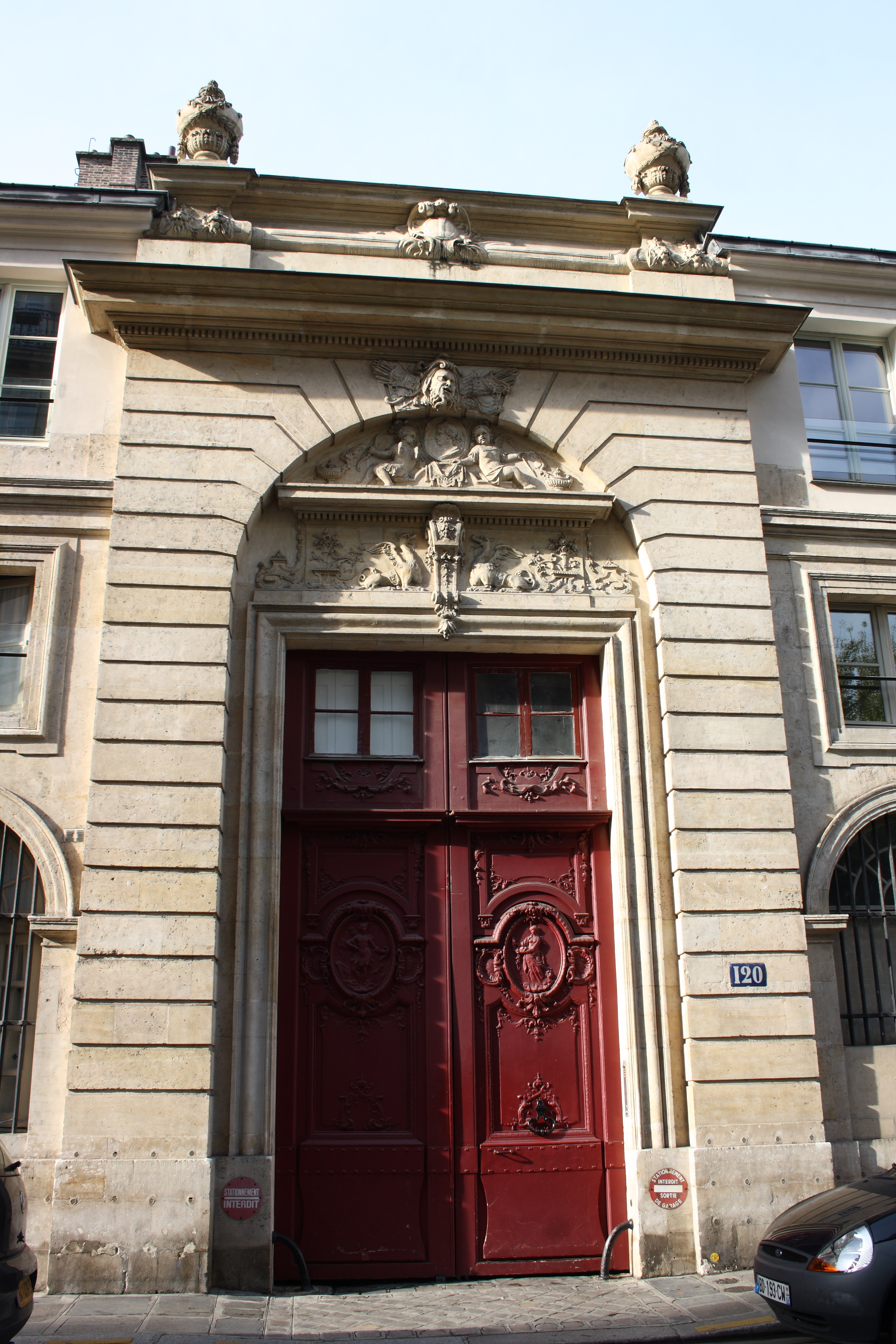
Immobile al n. 120, domicilio di François-René de Chateaubriand.
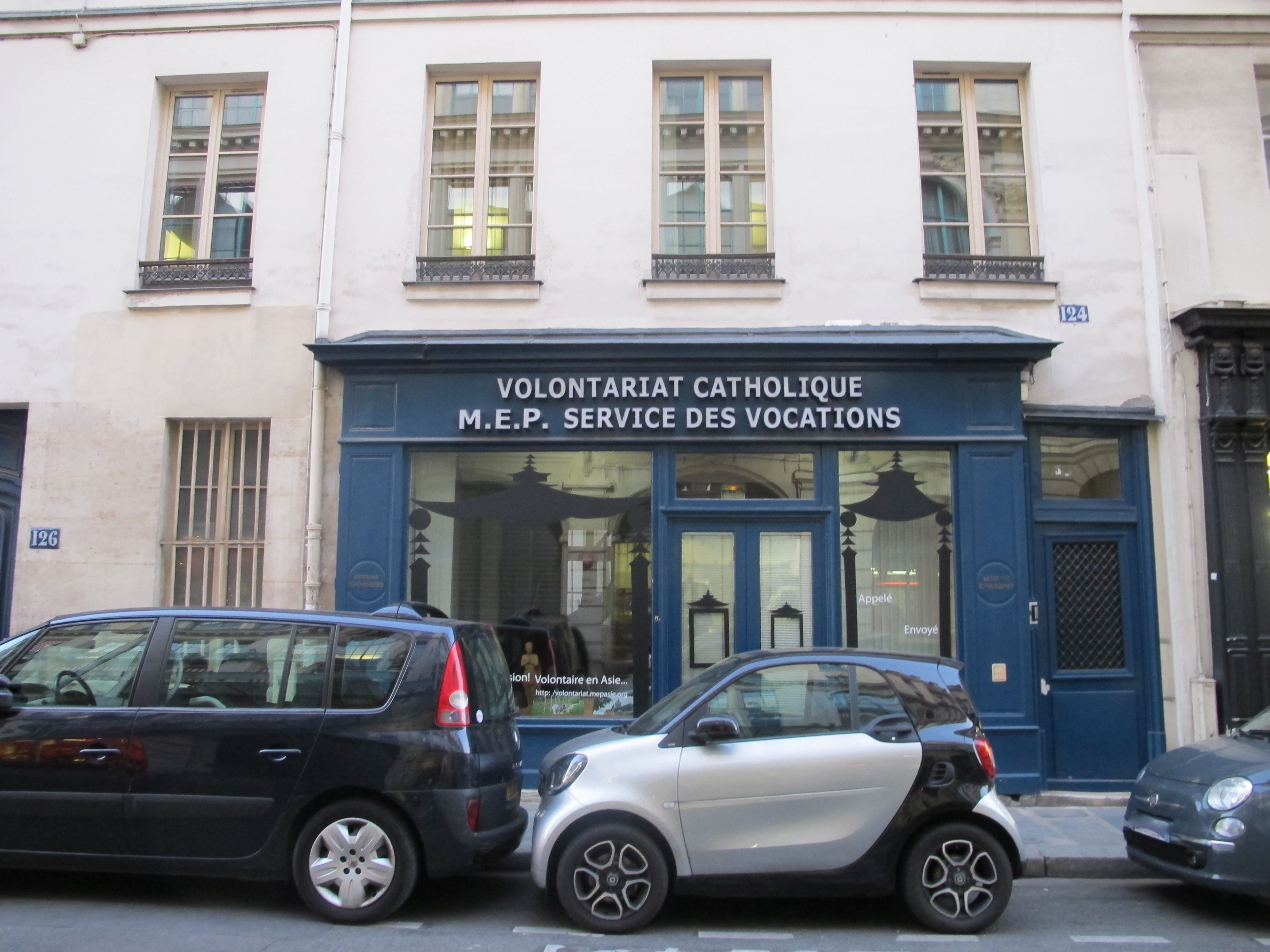
Immobile al n. 124, volontariat cattolico per le Missions étrangères de Paris.
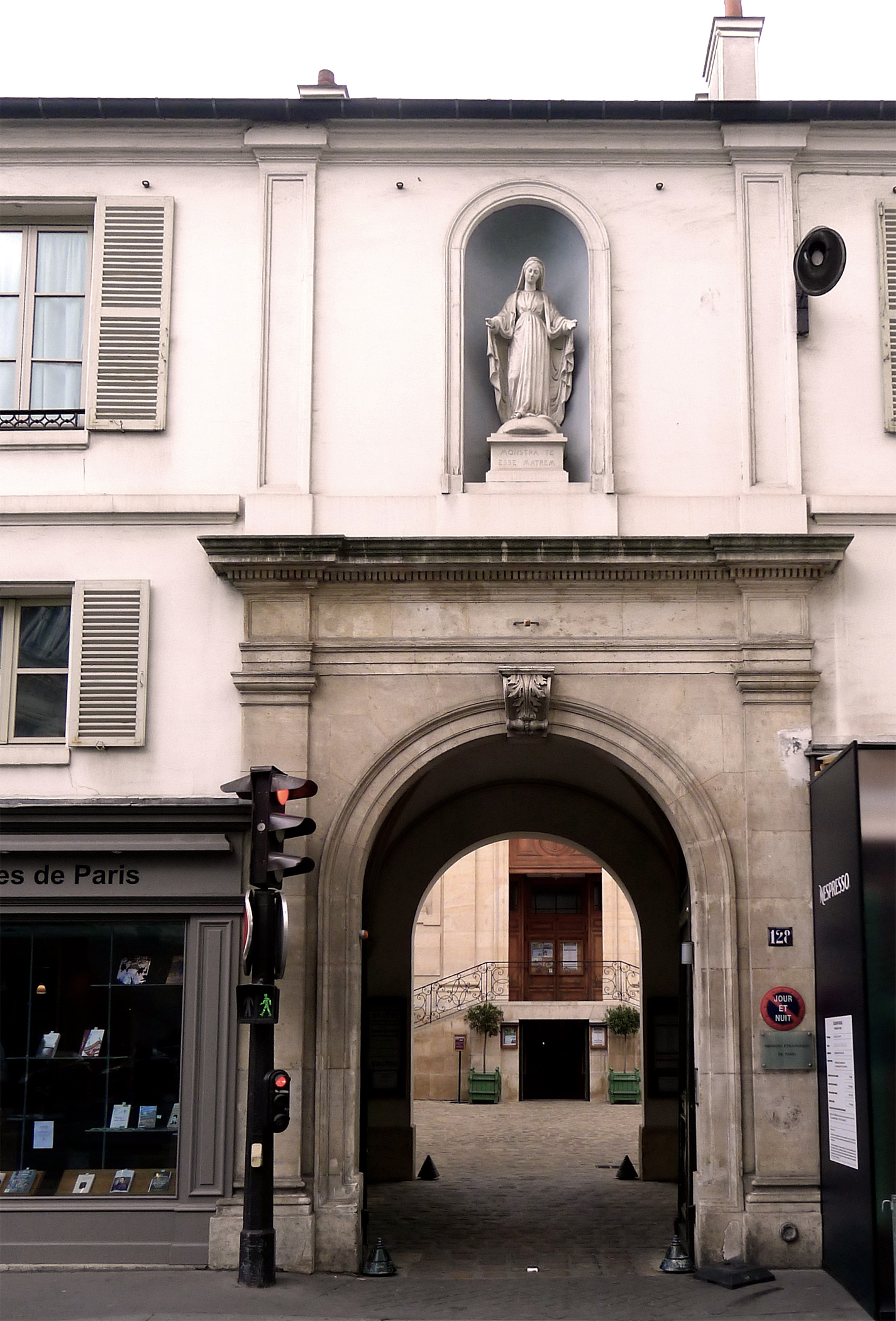
Immobile al n. 128, ingresso delle Missions étrangères de Paris.

- Immobile al n. 136: ex Hôtel de La Vallière, ampliato da Nicolas Ducret nel 1770. Nel film Monsieur Klein di Joseph Losey, Robert Klein (interpretato da Alain Delon) vive in questo immobile. Le scene di ingresso e uscita dell'edificio sono state girate nell'immobile al n.108
- Immobili ai numeri 138-140: si tratta di antichi edifici che costituiscono la casa madre delle Figlie della carità di San Vincenzo de' Paoli e la cappella di Nostra Signora della Medaglia miracolosa, comunemente chiamata "cappella della rue du Bac", dove la Vergine Maria apparve a Santa Caterina Labouré nel 1830[20]. Già Hôtel de Châtillon, fu sequestrato come bene nazionale e riassegnato alla congregazione con decreto imperiale. L'architetto Louis-Emmanuel-Aimé Damesme fu poi incaricato di riqualificarlo e costruire la cappella[21][22]. Questa è visitata ogni anno da un gran numero di turisti. In media, ci sono tra 5 000e 6 000 visitatori o pellegrini al giorno e 2 milioni all'anno, provenienti da tutto il mondo. Questo lo rende uno dei dieci luoghi più visitati della capitale francese[23][24][25] e il secondo luogo di pellegrinaggio in Francia dopo il santuario di Lourdes[26].
- Immobile in place des Missions-Étrangères: Hôtel de Montpeyroux, costruito nel 1759 da Nicolas Ducret. Nella piazza è installato un busto di Chateaubriand, che riecheggia la sua casa sul marciapiede di fronte[27].

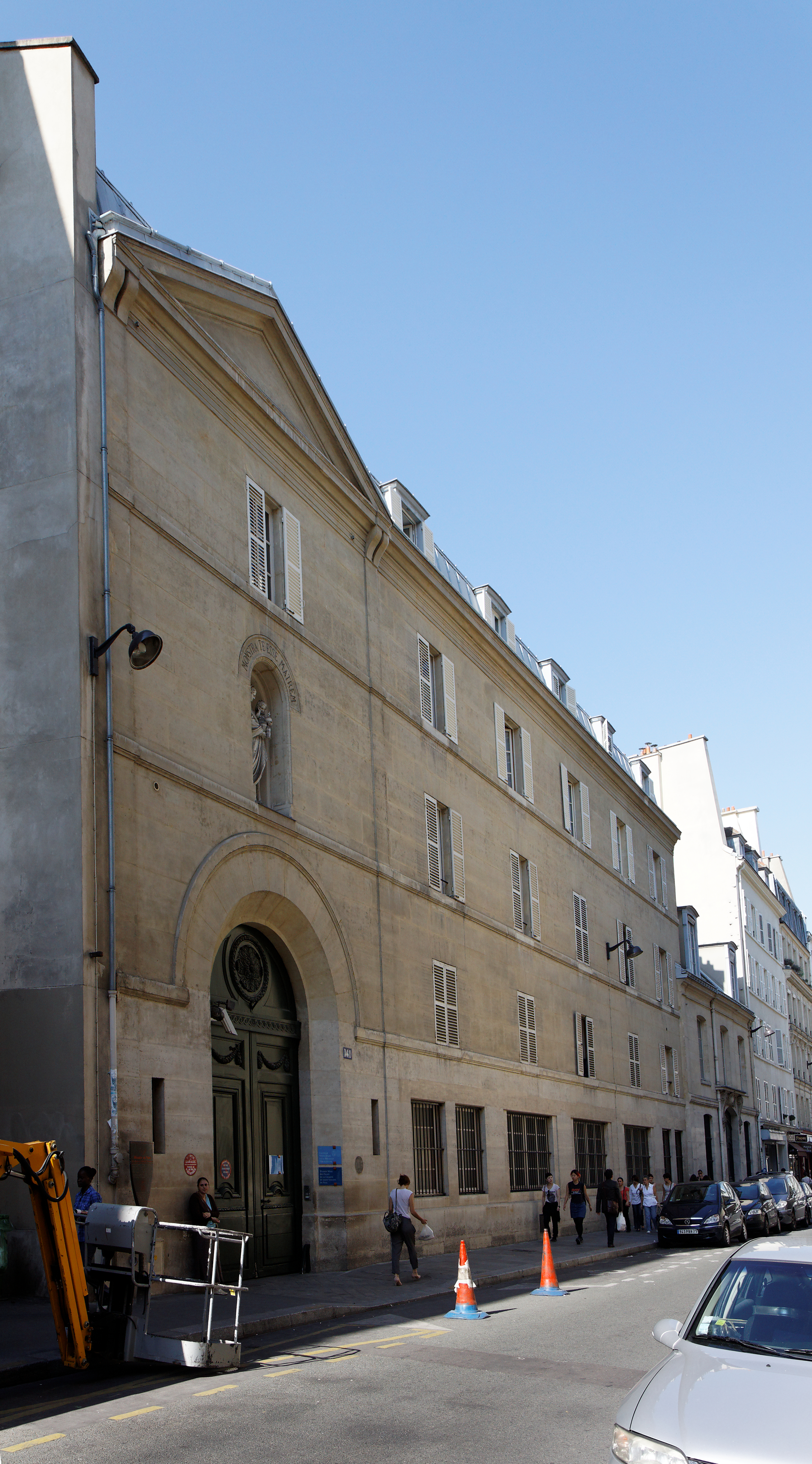
Immobile al n. 140, chapelle Notre-Dame-de-la-Médaille-miraculeuse.
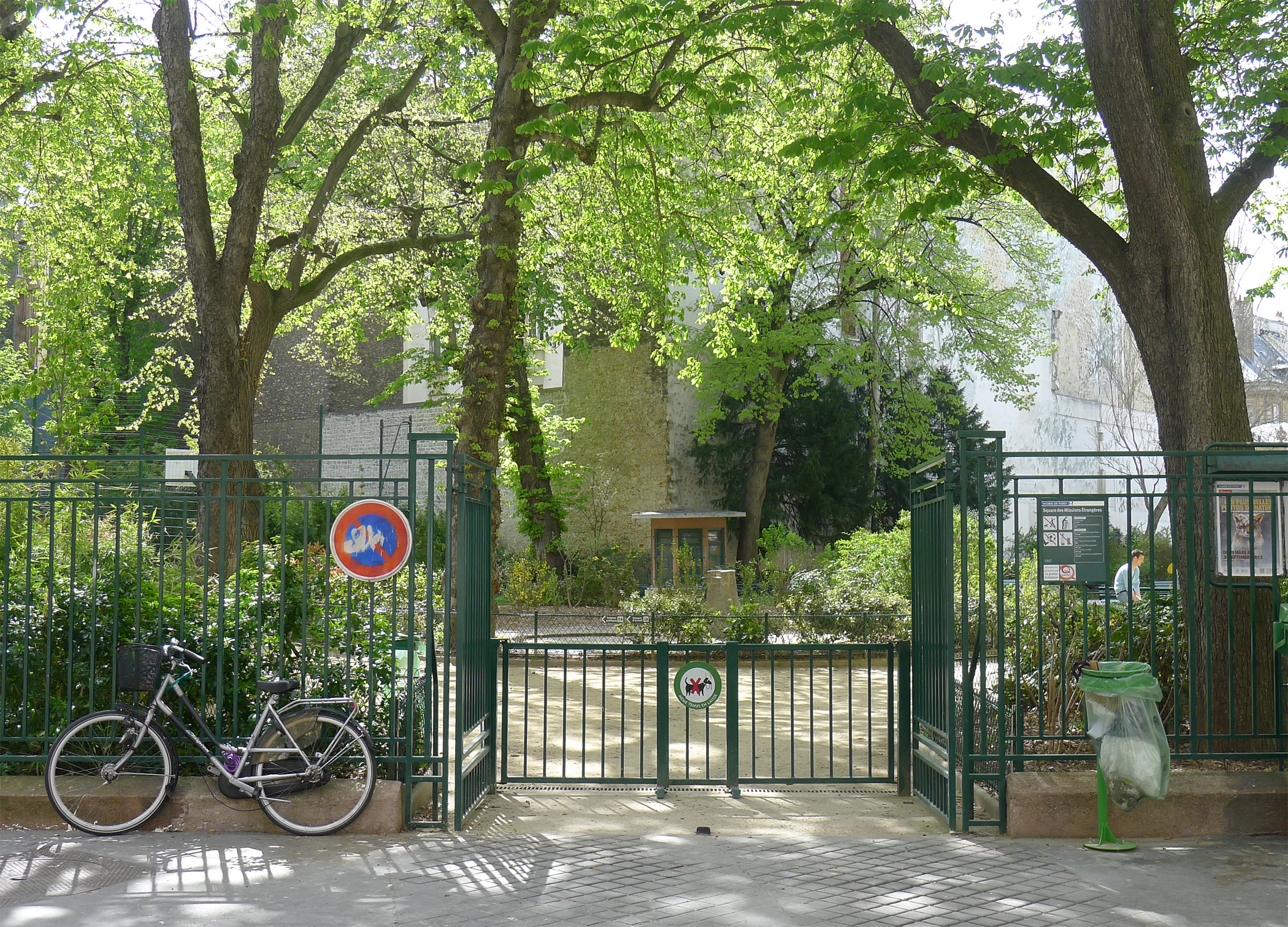
Square des Missions-Étrangères.

## Apparizioni mariane

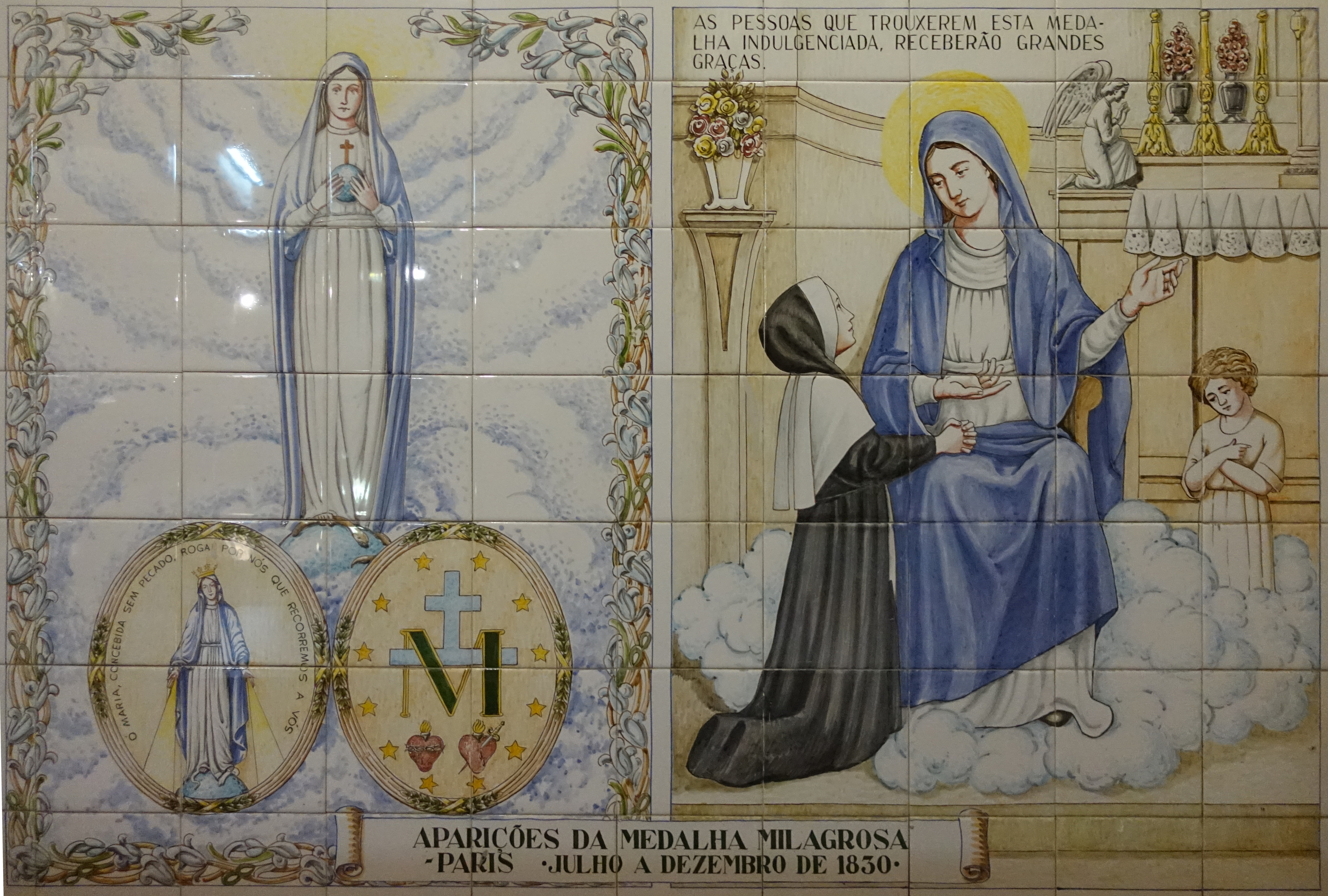
Azulejos che rappresentano le apparizioni della Vergine a Santa Caterina Labouré.

La cappella al numero 140 è famosa nel mondo per gli eventi accaduti nel 1830 ovvero l'apparizione della Vergine a una giovane suora, Catherine Labouré. Queste apparizioni mariane non furono oggetto di indagine canonica e quindi non sono "canonicamente riconosciute dalla Chiesa cattolica", anche se indirettamente, la Chiesa cattolica ha dato segni di riconoscimento e ha ufficialmente incoraggiato la devozione alla Vergine, secondo la testimonianza della suora. Il racconto degli eventi è noto solo dalla testimonianza scritta e orale di questa suora.
Catherine Labouré raccontò che, la notte del 18 luglio 1830 venne svegliata da un bambino piccolo che le disse: "Sorella, tutti dormono, vieni in cappella, la Beata Vergine ti aspetta". Credendo di sognare, Catherine si alzò, si vestì e seguì il "bambino che emanava raggi di luce ovunque andasse". Arrivata nella cappella, Catherine sentì "come il fruscio di un vestito di seta" avvicinarsi a lei. Era la Beata Vergine, splendente, che veniva a sedersi in chiesa, e la suora le si avvicinò e si inginocchiò al suo fianco. La Vergine le parlò per due ore, dicendole che Dio aveva scelto per lei una missione difficile.
Il 27 novembre 1830 Catherine riferì che la Beata Vergine era ritornata durante la preghiera della sera. Era in piedi su un globo, e schiacciava un serpente con il piede e portava sulle dita anelli di diversi colori da cui scaturivano raggi di luce che andavano a finire sul globo. Tutt'intorno apparvero le parole "O Maria concepita senza peccato, prega per noi che ricorriamo a te", e la vergine disse: "È l'immagine delle grazie che diffondo sulle persone che me le chiedono", e per spiegare gli anelli che non emanavano raggi, aggiunse: "Sono l'immagine delle grazie che la gente dimentica di chiedermi". Poi l'immagine sembrò girare intorno. Questo è il rovescio della medaglia: una grande M, iniziale di Maria, sormontata dalla Croce. Sotto, due cuori: quello di Gesù, coronato di spine, e quello di Maria, trafitto da una spada, e dodici stelle che circondano questa immagine.
Catherine sentì poi Maria chiederle di portare queste immagini al suo confessore, dicendogli di coniarle perché "tutti coloro che le indosseranno riceveranno queste grazie".